# Energia eolica

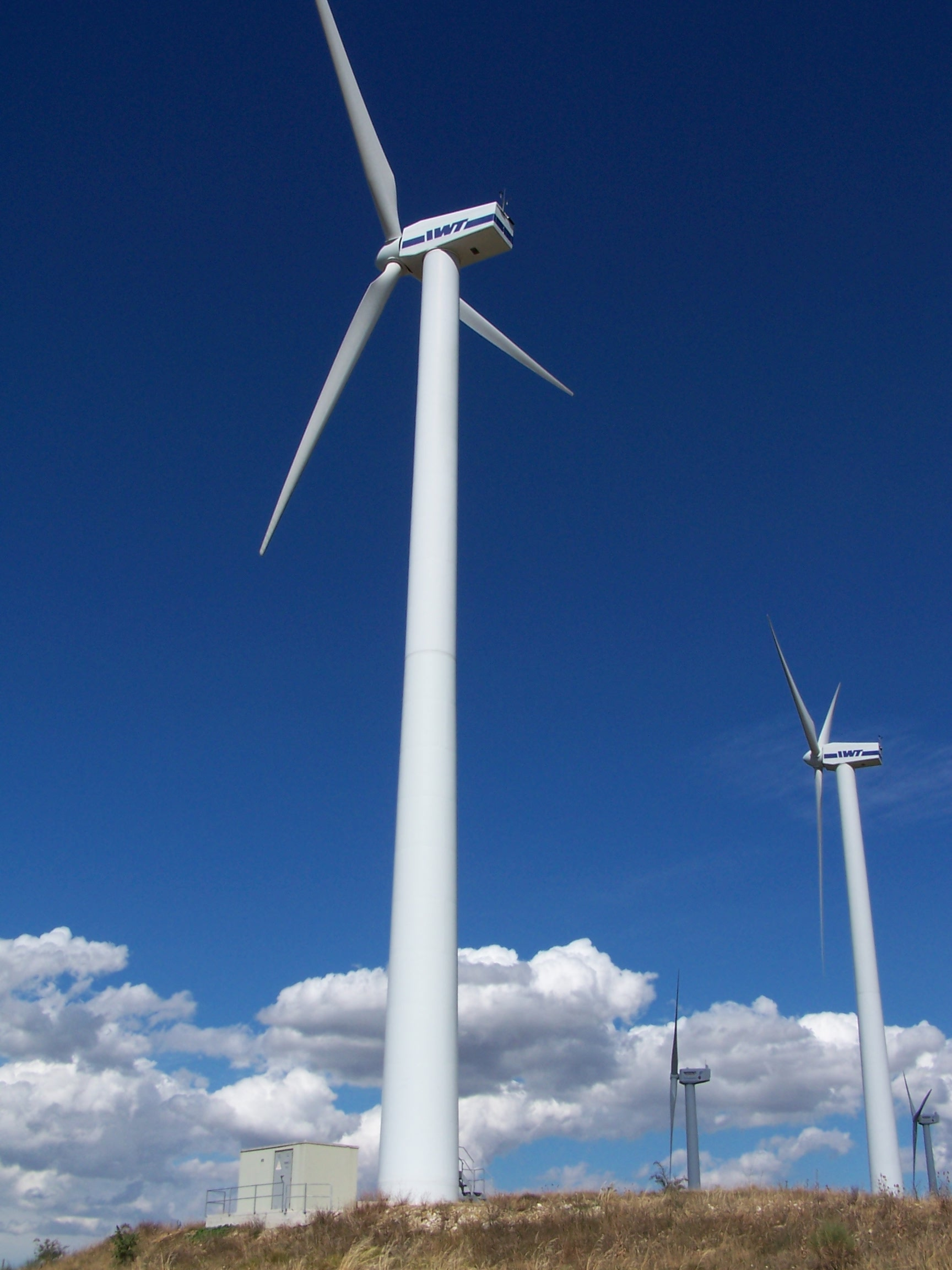
Impianto eolico a Frigento

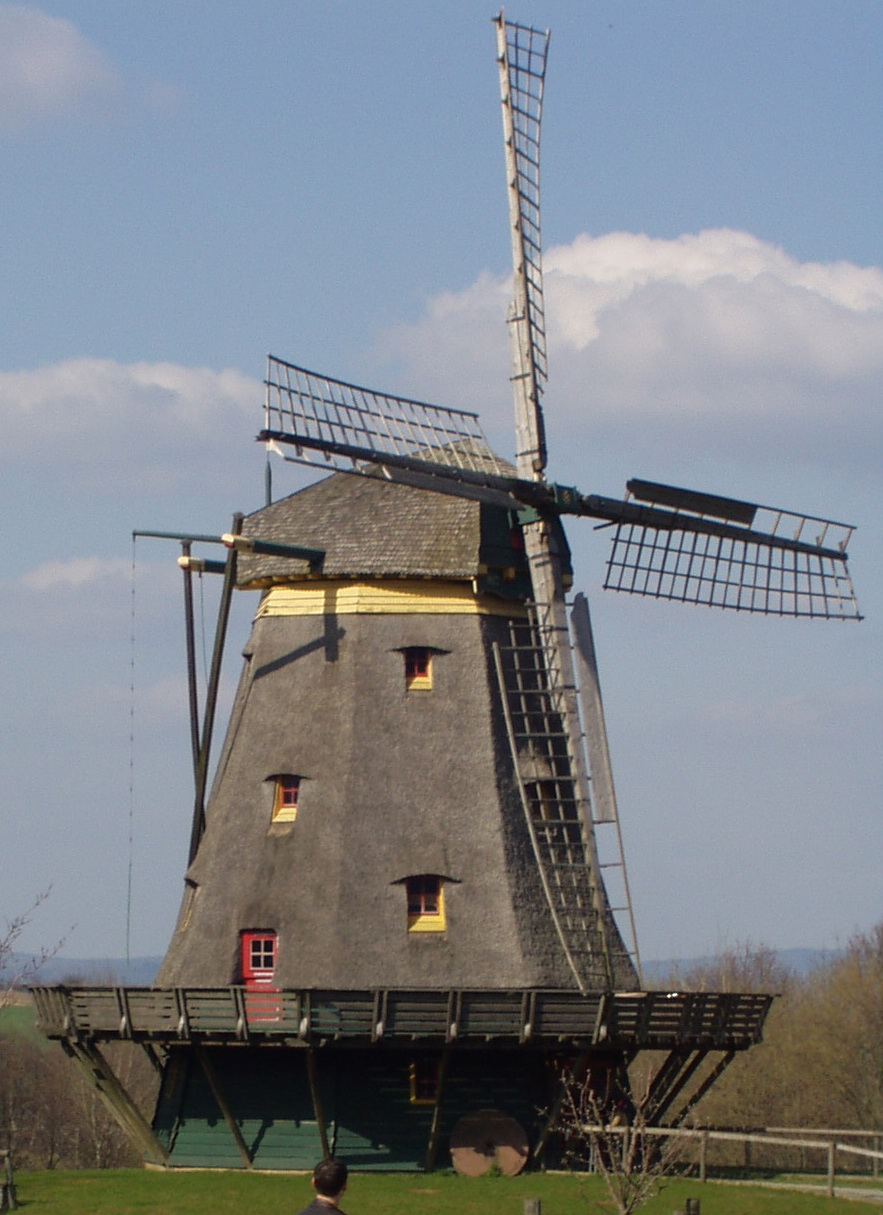
Un antico mulino a vento

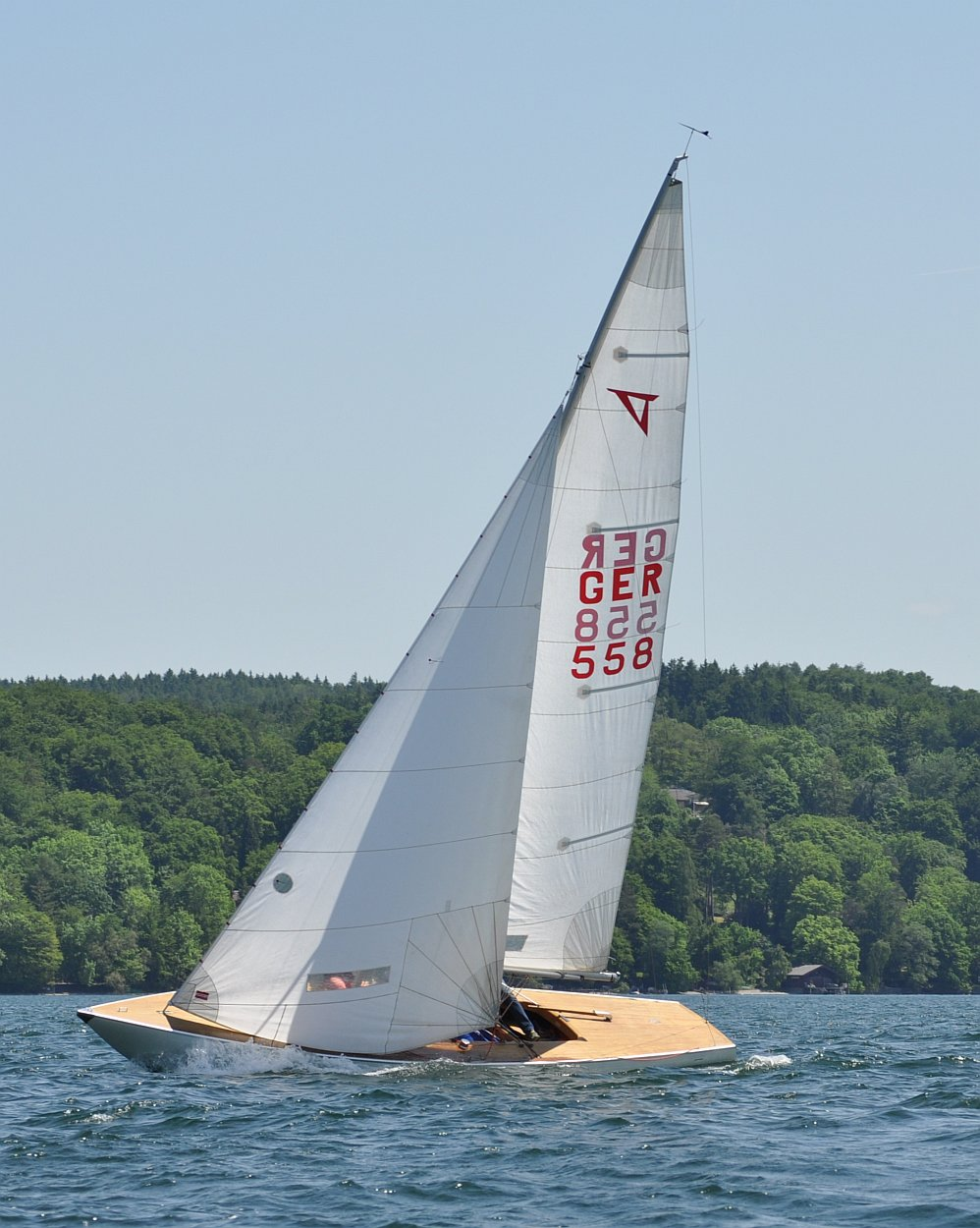
Le barche a vela sfruttano l'energia eolica

L'energia eolica è l'energia del vento e degli eventi atmosferici, cioè l'energia cinetica di una massa d'aria in movimento. È una fonte di energia alternativa a quella prodotta dalla combustione dei combustibili fossili, rinnovabile e a sostegno dell'economia, pulita, che non produce emissioni di alcun tipo di gas serra durante il funzionamento e richiede una superficie di terra vasta, gli effetti sull'ambiente sono solitamente meno problematici rispetto a quelli provenienti da altre fonti di energia, ed è possibile sfruttarla grazie all'utilizzo di aerogeneratori che producono energia elettrica, pompe eoliche per la movimentazione di acqua, tramite mulini a vento che producono energia meccanica per macinare cereali o altri materiali o vele per il movimento di veicoli aerei o acquatici (deltaplano, barca a vela, windsurf, ecc.).
È una fonte mediamente stabile di anno in anno, ma con una variazione significativa su scale di tempo più brevi: l'intermittenza del vento crea raramente problemi quando essa viene utilizzata per fornire fino al 20% della domanda totale di energia elettrica, ma se la richiesta è superiore vi è necessità di particolari accorgimenti alla rete di distribuzione e una capacità di produzione convenzionale. Alcuni metodi per la gestione della potenza prodotta, come quello di possedere sistemi di stoccaggio (come stazioni di pompaggio), turbine geograficamente distribuite, fonti alternative, accordi di esportazione e importazione di energia per aree limitrofe o la riduzione della domanda quando la produzione eolica è bassa, possono ridurre notevolmente questi problemi.
Inoltre, le previsioni del tempo consentono alla rete elettrica di essere preparata tempestivamente a seconda delle variazioni previste nella produzione.
Grandi parchi eolici sono costituiti da centinaia di singoli aerogeneratori collegati alla rete di trasmissione di energia elettrica. L'eolico off-shore è più stabile, fornisce più energia e possiede un minor impatto visivo, tuttavia i costi di realizzazione e manutenzione sono notevolmente più alti. Piccoli impianti eolici on-shore forniscono elettricità a luoghi isolati. Le società elettriche acquistano sempre di più elettricità in eccesso prodotta da piccoli aerogeneratori domestici.
Il paese a più alta generazione eolica è la Danimarca, in cui il 43,4% del consumo elettrico derivava dal vento nel 2017. Sono almeno 83 gli altri paesi del mondo che utilizzano regolarmente l'energia eolica per il fabbisogno elettrico. Nel 2018 la capacità di generazione elettrica eolica installata nel mondo è aumentata del 9,6%, fino a 591 GW. Nel 2017 la produzione annuale di energia eolica è cresciuta del 17%, fino a coprire il 4,4% del fabbisogno elettrico planetario (nel 2010 era il 2,5%), fornendo l'11,6% dell'energia elettrica nell'Unione europea.

## Storia

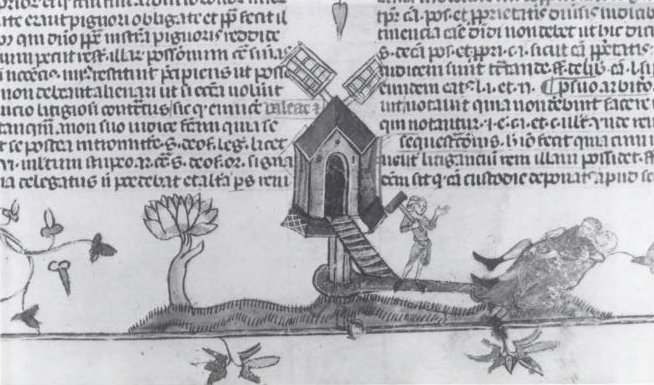
Raffigurazione medioevale di un mulino a vento

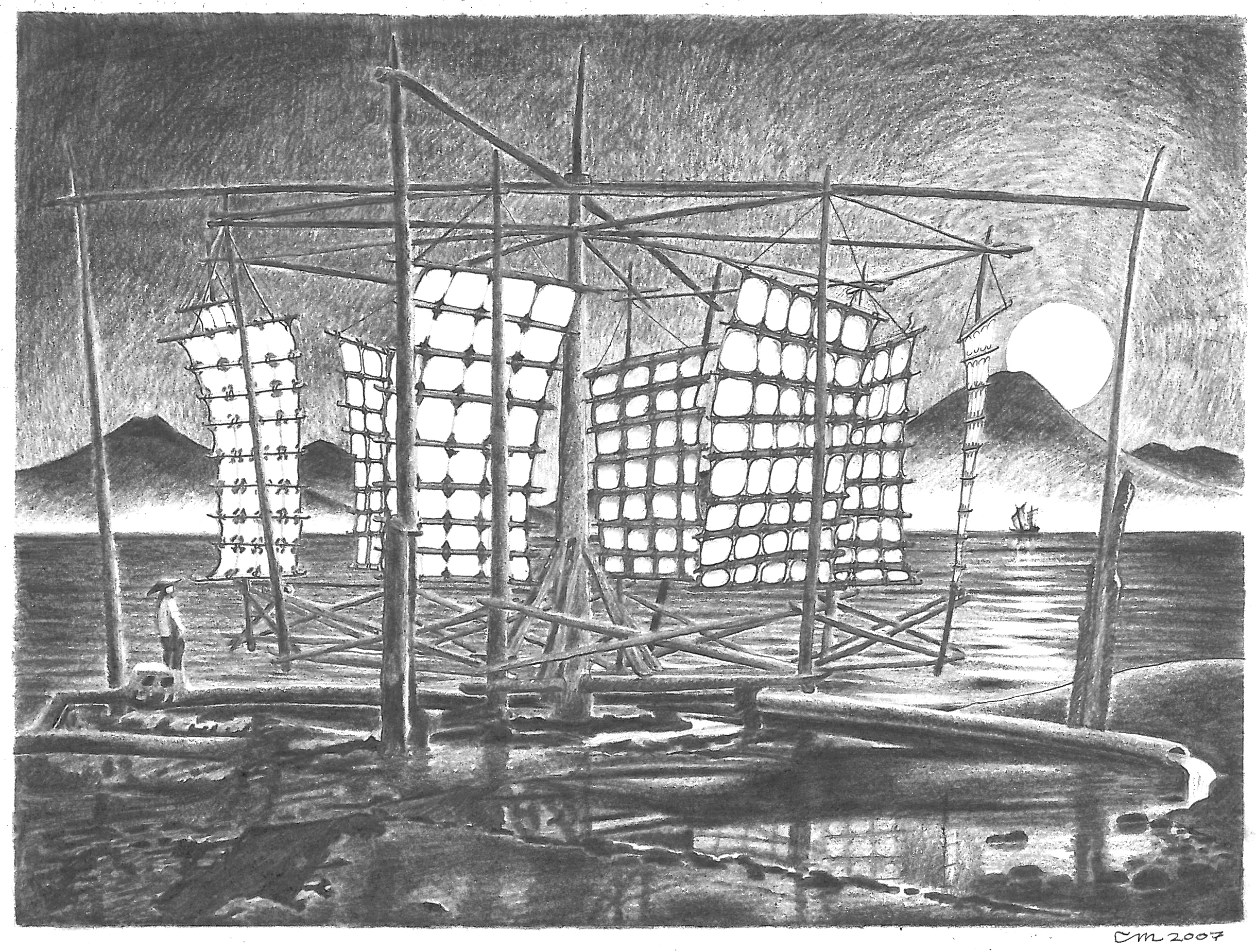
Mulino a vento cinese

Per migliaia di anni, barche a vela e velieri hanno utilizzato l'energia eolica mentre gli architetti hanno usato la ventilazione naturale negli edifici fin dai tempi antichi. L'uso del vento per fornire energia meccanica è tuttavia iniziato un po' più avanti nella storia. La ruota a vento progettata dall'ingegnere greco Erone di Alessandria nel I secolo è il primo esempio noto di utilizzo dell'energia eolica per alimentare una macchina.
I primi mulini a vento furono in uso in Iran almeno dal IX secolo e forse già dal VII secolo. L'impiego di mulini a vento si diffuse subito dopo in tutto il Medio Oriente e nell'Asia centrale e più tardi anche in Cina e in India. Si ha notizia che, a partire dal 1000, i mulini a vento furono utilizzati, sia in Cina che in Sicilia per pompare acqua di mare per estrarre il sale. A partire dal 1180 furono ampiamente utilizzati in Europa nord-occidentale per macinare la farina, mentre le pompe a vento furono utilizzate per drenare i terreni per favorire l'agricoltura e per l'edilizia.
I primi immigrati nel Nuovo Mondo portarono con loro queste tecnologie.

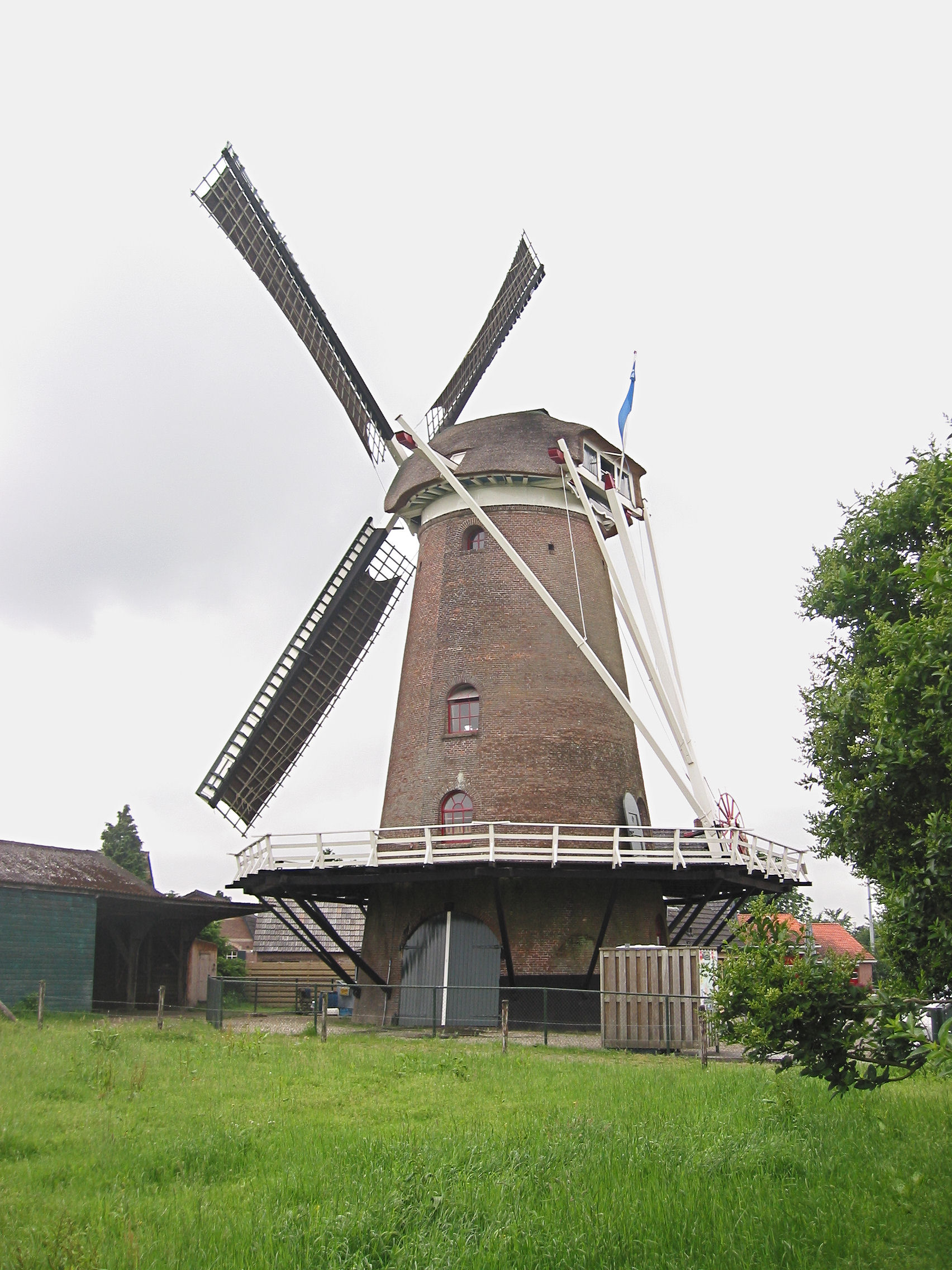
Un tipico mulino a vento nei Paesi Bassi

L'energia eolica veniva sfruttata per trasportare acqua o per muovere macine e triturare i cereali, in particolare in Paesi Bassi era utilizzata per pompare l'acqua dei polder (che sono delle parti di terra sotto il livello del mare), migliorando notevolmente il drenaggio dopo la costruzione delle dighe. I mulini olandesi erano i più grandi del tempo, divennero e rimasero il simbolo della nazione. Questi mulini erano formati da telai in legno sui quali era fissata la tela che formava così delle vele spinte in rotazione dal vento; l'asse di rotazione era orizzontale, come per quasi tutti i mulini europei (i mulini cinesi avevano invece, in genere, asse di rotazione verticale).
Negli Stati Uniti, lo sviluppo delle pompe a vento fu il fattore principale che permise la coltivazione e l'allevamento in vaste aree altrimenti prive di acqua facilmente accessibile. Queste pompe contribuirono inoltre all'espansione della rete ferroviaria mondiale, grazie ai sistemi di pompaggio dai pozzi necessari per fornire l'indispensabile acqua per le locomotive a vapore. La turbina eolica a più pale posizionata in cima a una torre in legno o in acciaio, fu per oltre un secolo una presenza fissa nei panorami dell'America rurale.
Nel 1881, Lord Kelvin propose di usare l'energia eolica quando "il carbone fosse finito". Nello stesso periodo fu proposto anche lo sfruttamento dell'energia solare.

### I primi sfruttamenti per generare potenza elettrica

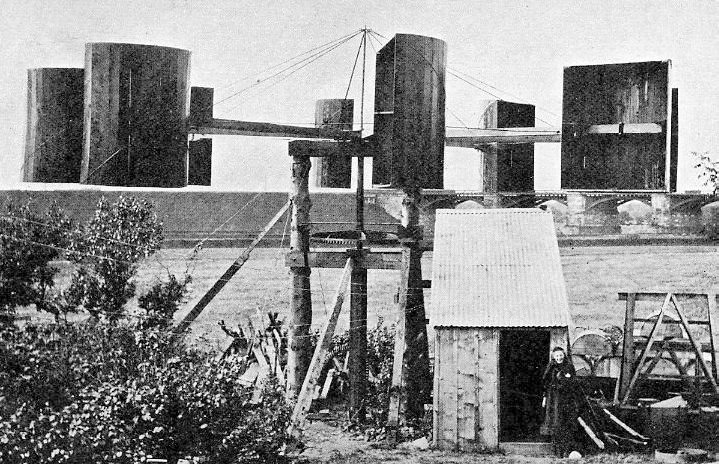
La turbina eolica di Blyth

Nel luglio 1887 il professore James Blyth, un accademico scozzese, costruì una turbina eolica nel giardino della sua casa delle vacanze a Marykirk e utilizzò l'energia elettrica prodotta per ricaricare gli accumulatori che alimentavano le luci nel suo cottage. Nel 1891 i suoi esperimenti portarono alla formalizzazione di un brevetto. Durante l'inverno del 1887-1888 l'inventore statunitense Charles F. Brush produsse energia elettrica utilizzando un generatore alimentato dal vento che fornì la sua casa e il suo laboratorio fino al 1900. Nel 1890 lo scienziato e inventore danese Poul la Cour costruì turbine eoliche per produrre energia elettrica, che venne poi utilizzata per la produzione di idrogeno e ossigeno per elettrolisi. La Cour fu il primo a capire che realizzare turbine veloci con meno pale era la soluzione più efficiente nella produzione di energia elettrica. Nel 1904 fondò la Society of Wind Electricians.
Verso la metà degli anni venti alcune aziende come la Parris-Dunn e la Jacobs Wind-electric realizzarono turbine tra gli 1 e i 3 kilowatt che trovarono una larga diffusione nelle grandi pianure dell'Ovest degli Stati Uniti. Tuttavia, a partire dagli anni 1940 la domanda sempre crescente di potenza elettrica e la diffusione di una rete di distribuzione più capillare, rese questi piccoli generatori obsoleti.
Nel 1931, George Darrieus, un ingegnere aeronautico francese, ottenne il brevetto per la turbina eolica Darrieus che utilizzava profili alari per generare la rotazione e a Jalta, in Unione Sovietica, fu installato un prototipo da 100 kW di generatore eolico orizzontale. Nel 1956 Johannes Juul, un ex studente di La Cour, realizzò una turbina da 200 kW a tre pale a Gedser in Danimarca. Questo progetto influenzò il design di molte turbine successive.

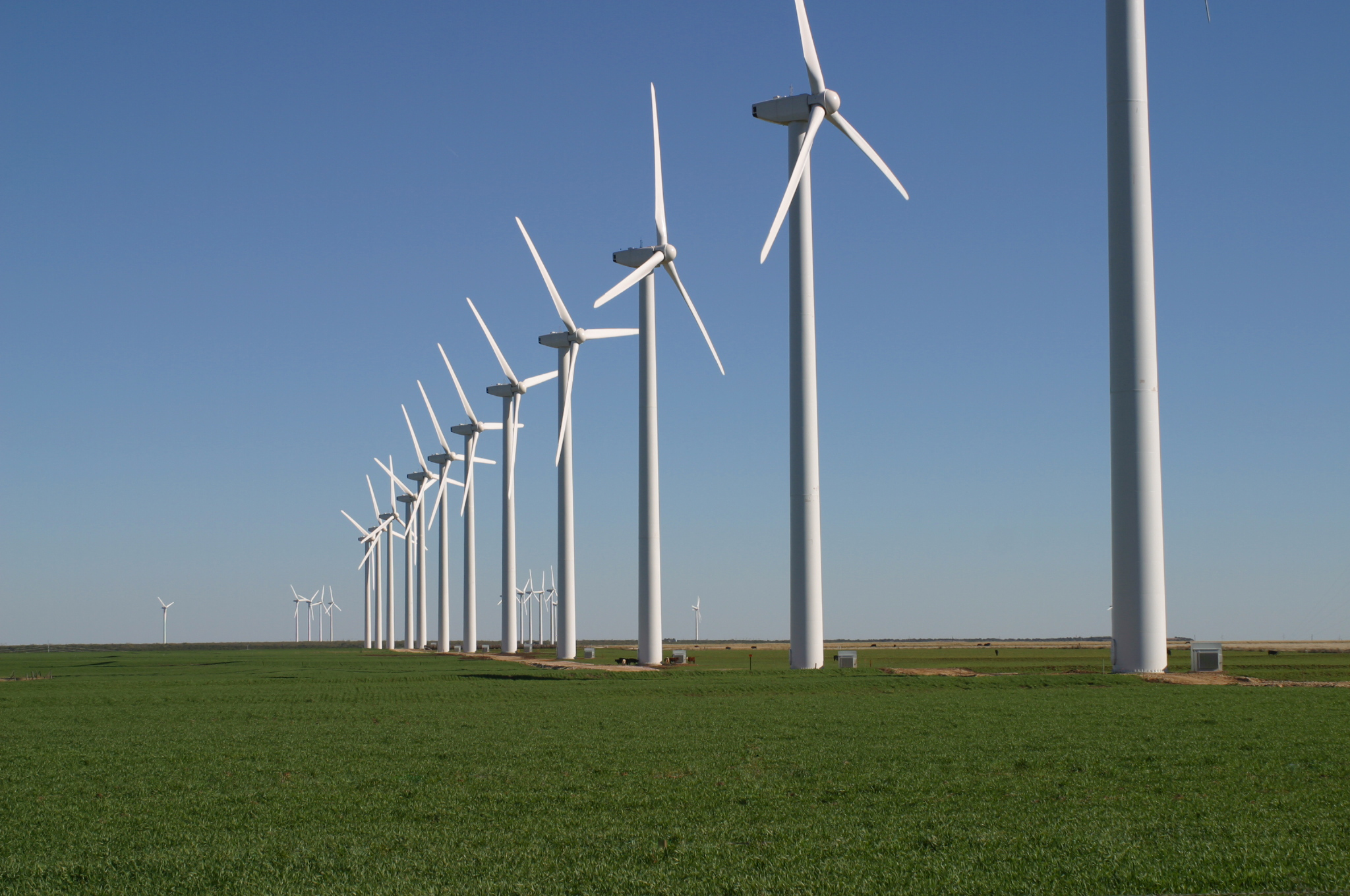
Il Brazos Wind Farm. un moderno parco eolico del Texas

Nel 1975 il Dipartimento dell'Energia degli Stati Uniti d'America ha finanziato un progetto per sviluppare turbine eoliche a grande scala. Il progetto si è concretizzato con la realizzazione di tredici turbine sperimentali da parte della NASA che hanno aperto la strada per gran parte della tecnologia utilizzata oggi. Da allora, le turbine hanno aumentato notevolmente le loro dimensioni con la Enercon E-126 in grado di erogare fino a 7,5 megawatt (MW).
Limitatamente all'uso dell'energia eolica come fonte di energia elettrica, tra il 2000 e il 2006 la capacità mondiale installata è quadruplicata. Nel 2005 la nuova potenza installata è stata di 11 000 megawatt, nel 2006 di 15 000 e nel 2007 di 20 000 megawatt. Nonostante la crisi economica, il 2008 è stato un anno record per l'energia eolica, con oltre 27 000 megawatt di nuova potenza installata in tutto il mondo. Da allora una grande crescita esponenziale ha portato ad avere già alla fine del 2008 una potenza cumulata totale di oltre 120 gigawatt, producendo elettricità pari ad oltre l'1,5% del fabbisogno mondiale di energia.

## L'energia eolica

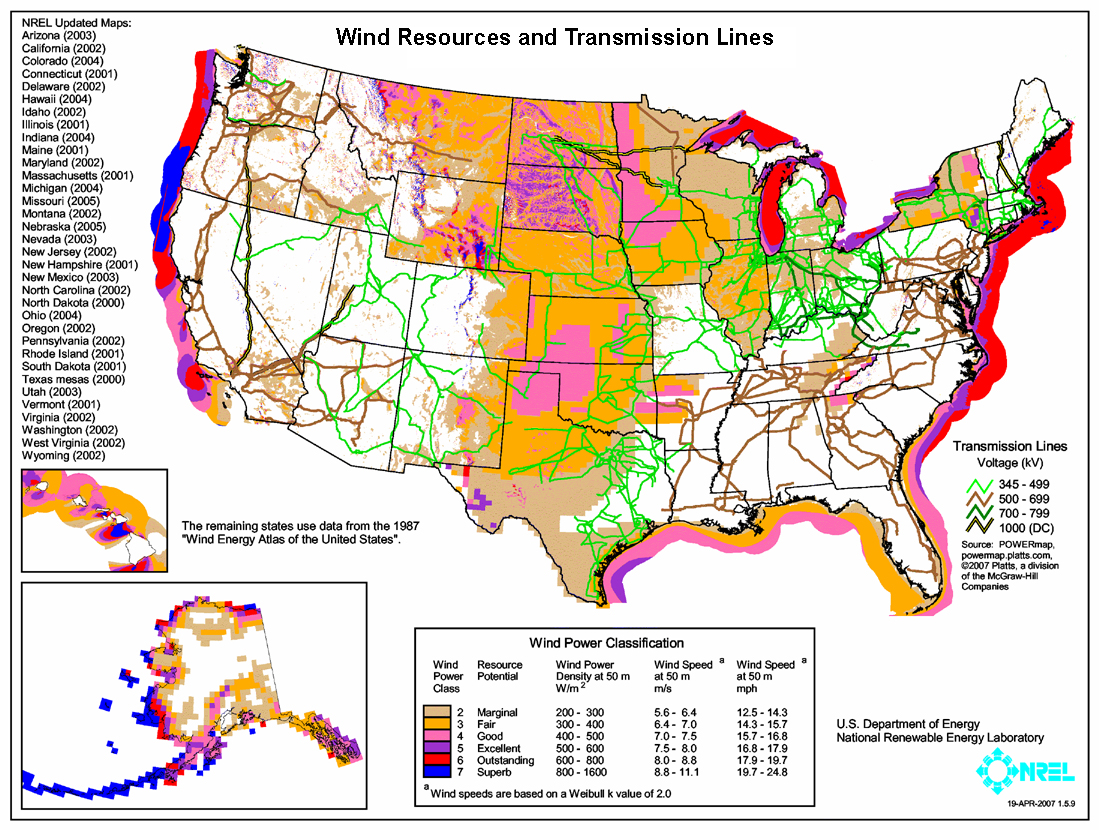
Mappa che mostra la disponibilità di vento negli Stati Uniti; i colori indicano la classe di densità del vento

Il termine eolico deriva da Eolo (in greco antico Αἴολος), il dio dei venti nella mitologia greca.
L'energia eolica è l'energia cinetica prodotta dall'aria in movimento e solitamente prende il nome di vento. Il totale di energia eolica che fluisce attraverso una superficie immaginaria A durante il tempo t è:
{\displaystyle E={\frac {1}{2}}mv^{2}={\frac {1}{2}}(Avt\rho )v^{2}={\frac {1}{2}}At\rho v^{3},}
dove ρ è la densità dell'aria, v è la velocità del vento; Avt è il volume di aria che passa attraverso la sezione A, considerata perpendicolare alla direzione del vento; Avtρ è quindi la massa m che passa per l'unità di tempo. Notare che ½ ρv2 è l'energia cinetica dell'aria in movimento per unità di volume.
La potenza è l'energia per unità di tempo. Nel caso dell'energia eolica incidente su A, per esempio l'area del rotore di una turbina eolica, è:
{\displaystyle P={\frac {E}{t}}={\frac {1}{2}}A\rho v^{3}.}
Il vento è il movimento dell'aria sulla superficie terrestre, tra zone di alta pressione e bassa pressione. La superficie della Terra è riscaldata in modo non uniforme dal Sole, a seconda di fattori come l'angolo di incidenza dei suoi raggi sulla superficie, che differisce con la latitudine e l'ora del giorno, e del suolo: terreno chiaro o scuro, roccia, sabbia, fitta di vegetazione, acqua. Inoltre grandi masse d'acqua, come ad esempio gli oceani si riscaldano e si raffreddano più lentamente della terra. Le differenze di temperature quindi generano differenze di pressione. La presenza di due punti con differente pressione atmosferica origina una forza, detta forza del gradiente di pressione o forza di gradiente, che agisce premendo sulla massa d'aria per tentare di ristabilire l'equilibrio e dunque dando luogo al fenomeno del vento. Inoltre la rotazione della Terra trascina l'atmosfera intorno ad essa causando movimento di grosse masse d'aria (Forza di Coriolis). Questi effetti si combinano portando alla naturale variabilità dei venti.
La quantità totale di energia economicamente estraibile dal vento è molto maggiore rispetto a quella attualmente fornibile da tutte le altre fonti. Axel Kleidon del Max Planck Institute in Germania, ha effettuato il calcolo della quantità di energia eolica disponibile in toto, concludendo che potrebbero essere estratti dai 18 ai 68 TW. Cristina Archer e Mark Z. Jacobson, in un calcolo differente da quello di Kelidon, hanno calcolato che ad un'altitudine di 100 metri sopra le terre e il mare, vi sono 1 700 TW di energia eolica. Di questi "tra 72 e 170 TW potrebbe essere estratti in modo pratico ed economicamente competitivo". In seguito le stime si sono ridotte a 80 TW. Tuttavia una ricerca effettuata presso l'Università di Harvard stima 1 Watt/m2 in media e tra i 2 e i 10 MW/km2 la capacità per i parchi eolici di grandi dimensioni, il che suggerisce che queste stime del totale delle risorse eoliche mondiali siano troppo alte per un fattore di circa 4.

### Distribuzione della velocità del vento

Distribuzione della velocità del vento (rosso) e dell'energia (blu) per tutto il corso del 2002 presso l'impianto di Lee Ranch facility in Colorado. L'istogramma mostra i dati misurati, mentre la curva è modello di distribuzione di Rayleigh per la stessa velocità media del vento

La forza del vento è variabile e un valore medio per un determinato luogo non è in grado di indicare da solo la quantità di energia che potrebbe produrre una turbina eolica lì posizionata. Per valutare la frequenza delle velocità del vento ad una posizione particolare, una funzione di densità di probabilità è spesso usata per descrivere i dati osservati. Luoghi diversi avranno diverse distribuzioni di velocità del vento. Il modello di Weibull rispecchia da vicino l'effettiva distribuzione di ogni ora/dieci minuti la velocità del vento. Il fattore di Weibull è spesso vicino a 2 e quindi una distribuzione di Rayleigh può essere utilizzata come un modello meno accurato ma più semplice.

### Venti d'alta quota
La produzione di energia elettrica di solito proviene da venti molto vicino alla superficie terrestre. Tuttavia i venti in alta quota sono più forti e più stabili e possono avere una capacità globale di 380 TW. Negli ultimi anni si sono visti significativi progressi nelle tecnologie destinate a produrre energia elettrica da queste correnti ventose.

## Aerogeneratori

### Minieolico e microeolico

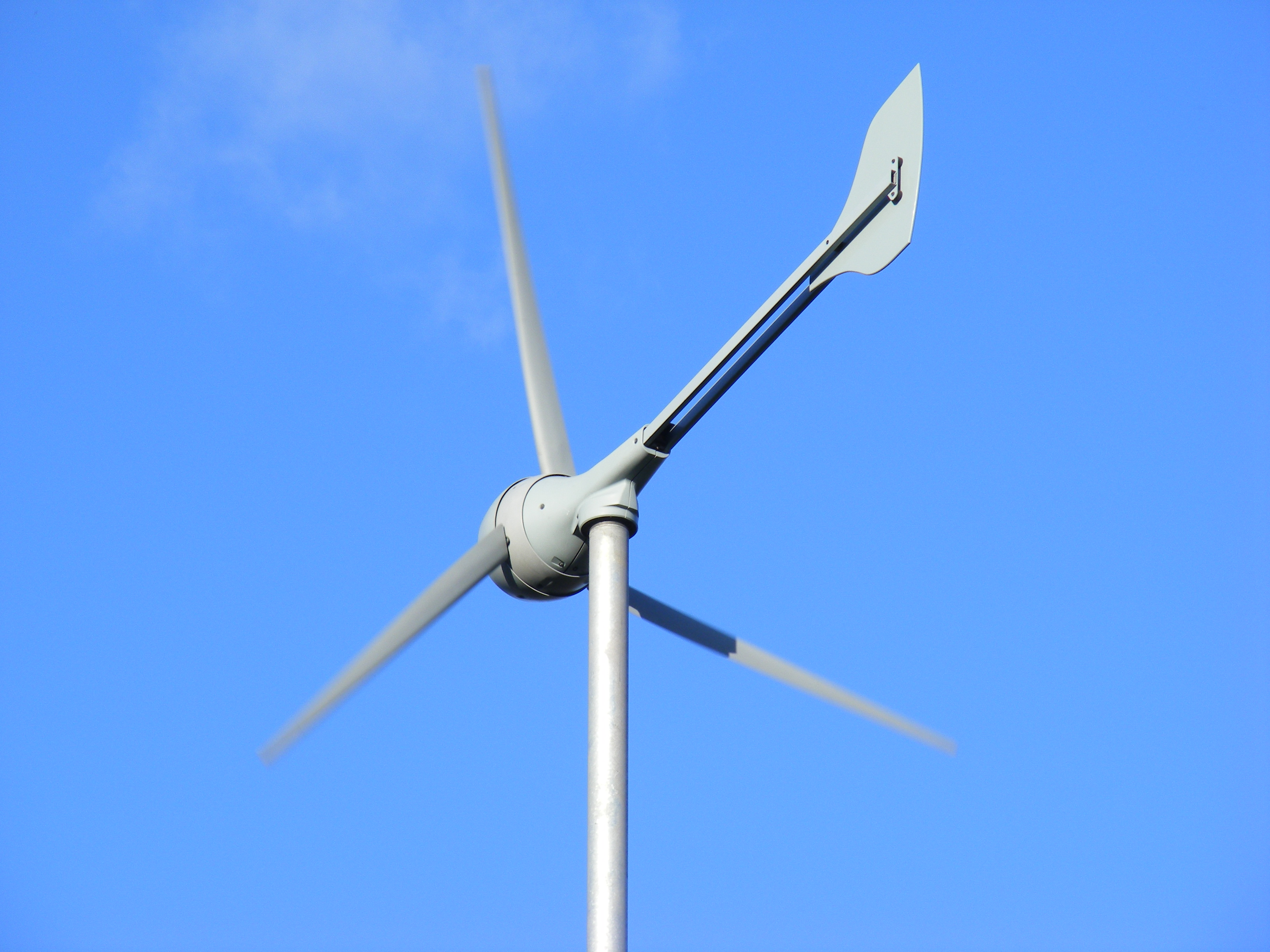
Un generatore minieolico

Si tratta di impianti di piccola taglia, adatti a un uso domestico o per integrare il consumo elettrico di piccole attività economiche tipicamente in modalità stand-alone, cioè sotto forma di singoli generatori, connesse poi alla rete elettrica con contributo alla cosiddetta generazione distribuita o ad impianti di accumulazione.
Di solito questi impianti sono costituiti da aerogeneratori del tipo ad asse orizzontale con diametro del rotore da 3 a 20 metri e altezza del mozzo da 10 a 20 metri. Solitamente per minieolico si intendono impianti con una potenza nominale fra 20 kW e 200 kW, mentre per microeolico si intendono impianti con potenze nominali inferiori ai 20 kW.
Per questi impianti di piccole dimensioni il prezzo di installazione risulta più elevato, attestandosi attorno ai 1 500-3 000 euro per kW installato, in quanto il mercato di questo tipo di impianti è ancora poco sviluppato; tra le cause le normative che, a differenza degli impianti fotovoltaici, in quasi tutta Europa non ne sostengono la diffusione. Questi impianti possono sfruttare le specifiche condizioni del sito in cui si realizza l'installazione. Sono impianti adattabili, che riescono a sfruttare sia venti deboli sia forti e che riescono a intercettare le raffiche improvvise tipiche dell'Appennino.
Per la valutazione dell'idoneità del luogo non si effettua solitamente una campagna di misure in sito (come avviene per installazioni medio-grandi), per l'elevata incidenza che tale costo potrebbe avere sull'investimento globale.
La valutazione, nel caso si ritenga sufficiente la disponibilità di vento (come velocità e continuità), deve considerare altri fattori quali: l'interferenza con altre strutture, l'inquinamento acustico, la lunghezza del percorso elettrico, eventuali vincoli ecologici (presenza di specie protette) o storico-archeologici.

### Eolico d'alta quota

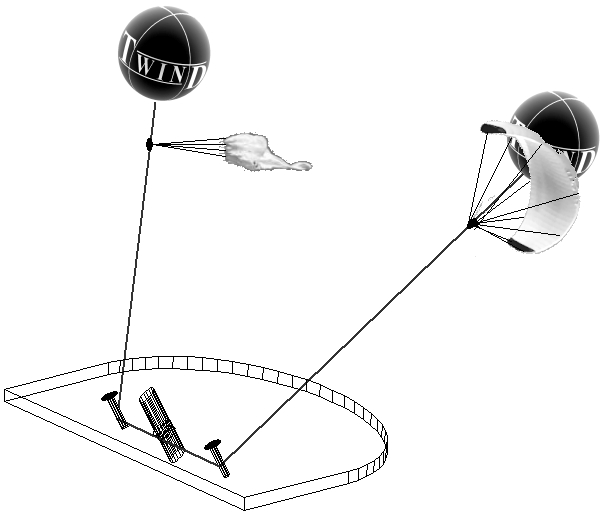
Twind Technology, un concept design per una turbina d'alta quota

Vi sono numerosi progetti, in gran parte ancora a livello prototipale o pre-commerciale, per lo sfruttamento dell'energia eolica d'alta quota, che puntano ad una riduzione dei costi di produzione dell'energia rispetto ai sistemi eolici tradizionali. Una turbina eolica d'alta quota è un concetto di design per una turbina eolica che è situata in aria senza una torre, beneficiando così della velocità del vento più elevata e quasi costante ad alta quota, evitando la spesa di costruzione di torri, o la necessità di contatti rotanti o meccanismi di imbardata. Le sfide per un tale progetto comprendono la garanzia di avere una sospensione sicura in grado di mantenere turbine a centinaia di metri da terra a forti venti e tempeste, trasferendo la potenza generata a terra; tale problematiche sono attualmente affrontate principalmente ricorrendo alle sempre più affidabili tecnologie sviluppate nel campo dei droni. Inoltre potrebbero esserci delle interferenze con l'attività aviatoria.

### Eolico magnetico

Schema di una torre solare

Un promettente sviluppo dell'energia eolica è quella eolico-magnetica cioè prodotta con qualche tipo di aerogeneratore magnetoeolico con effetto di riduzione dell'attrito sperimentato dal rotore e dell'asse e del pignone principale del rotore con guadagno notevole di efficienza e minor costo di manutenzione.

### Torre solare
La torre solare è un impianto che sfrutta insieme l'energia solare ed eolica. Dispone alla base di un collettore, che, come una serra, accumula il calore fornito dai raggi del Sole. Questo collettore, però, è collegato ad una torre in cui, con la differenza di temperatura tra la base e la sommità, si viene a creare una corrente di aria calda che tende a salire, sfruttata per far muovere delle turbine e produrre elettricità.

## Parchi eolici

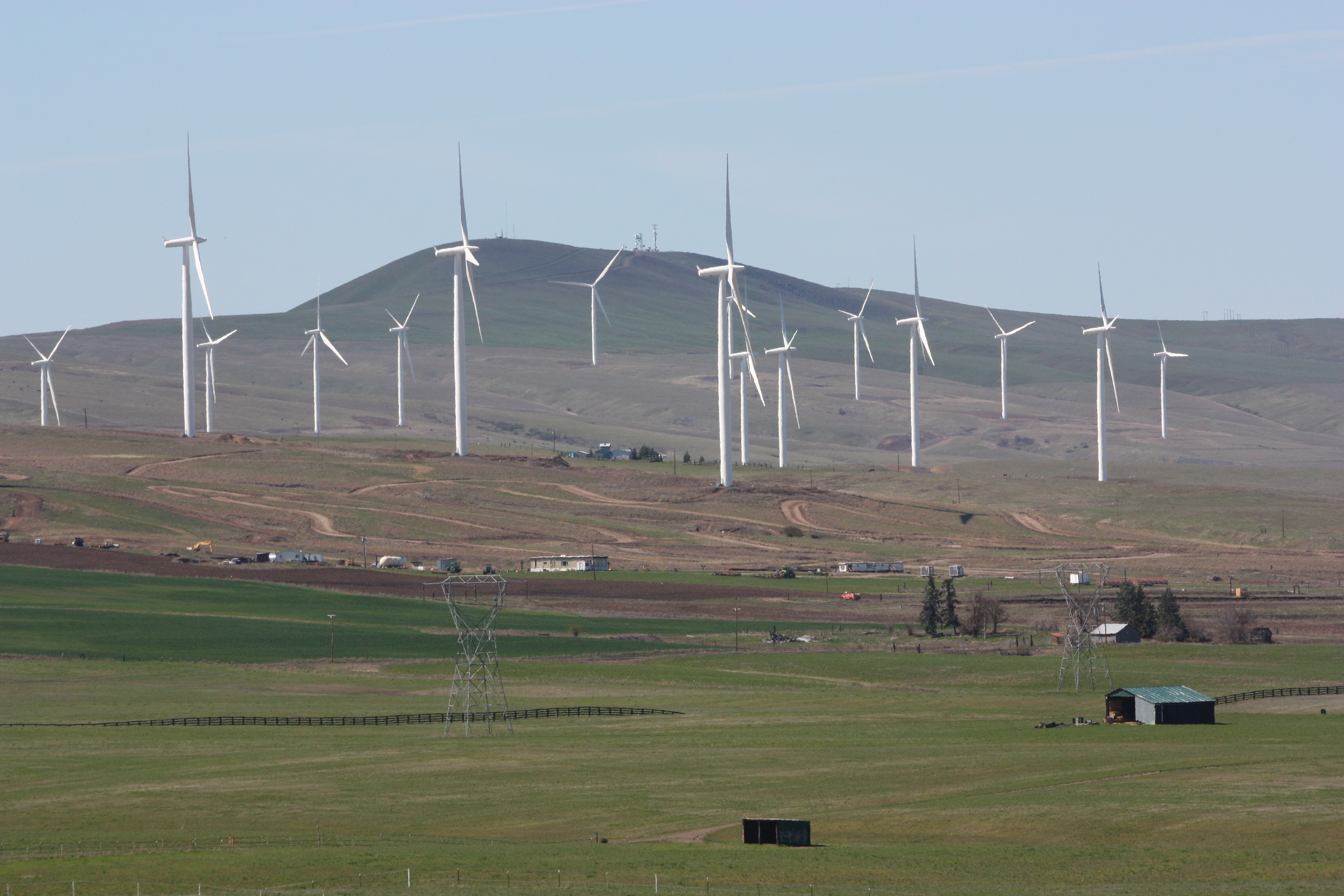
Impianto eolico on-shore

Si definisce parco eolico un gruppo di turbine eoliche poste nelle vicinanze e utilizzate per la produzione di energia elettrica. Un grande parco eolico può essere composto da diverse centinaia di singoli generatori eolici distribuiti su una estesa superficie, ma la terra tra le turbine può essere utilizzata anche per scopi agricoli o altro. Un parco eolico può anche essere localizzato in mare aperto.
Quasi tutte le grandi turbine eoliche hanno lo stesso disegno: una turbina eolica ad asse orizzontale, con un rotore di bolina a tre lame, collegata a una navicella sulla cima di una torre tubolare. In un parco eolico le singole turbine sono interconnesse con una linea di media tensione (spesso 34,5 kV) e reti di comunicazione. In una sottostazione la corrente elettrica di media tensione viene poi elevata ad alta tensione con un trasformatore per poi essere immessa nella rete di distribuzione.

### Eolico on-shore e near-shore
Si tratta dell'eolico più diffuso, anche per motivi storico-tecnologici. Le caratteristiche dell'eolico on-shore sono tipiche di impianti posizionati su località in genere distanti almeno 3 km dalla più vicina costa (esattamente), tipicamente su colline, alture o comunque in zone aperte e ventose. Questi impianti coprono un range di potenze prodotte molto esteso (da 20 KW a 20 MW) e possono essere connessi sia alla rete "pubblica" come quella dell'Enel, sia su una rete isolata per alimentare utilizzatori locali. Una delle configurazioni più diffuse è la "grid-connected"
Nel caso del near-shore si tratta invece di impianti distanti meno di tre chilometri dalla costa, tipicamente sull'entroterra, oppure sul mare, ma con distanze che non superano i 10 km dalla costa. Il sottoinsieme che è installato sulla terraferma ha caratteristiche simili alla on-shore in termini di range di produzione (da 20 Kw a 20 MW) mentre l'insieme in ambiente marino tipicamente garantisce potenze prodotte nell'ordine dei MW in configurazione "grid-connected".

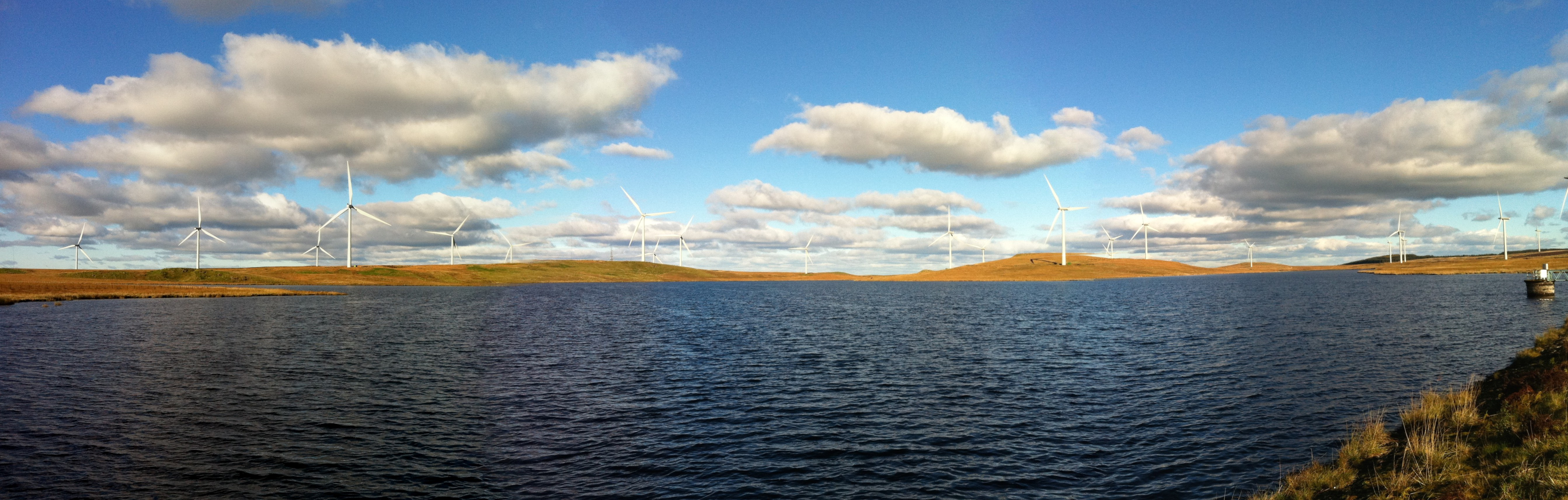
Una panoramica del Parco eolico Whitelee

Molti dei più grandi parchi eolici onshore operativi sono situati negli Stati Uniti. A partire dal 2012, l'Alta Wind Energy Center è il più grande parco eolico onshore nel mondo con una produzione di 1 020 MW, seguito dai Shepherds Flat Wind Farm (845 MW) e il Parco eolico di Roscoe (781,5 MW). A partire da settembre 2012, il Sheringham Shoal Offshore Wind Farm e il Thanet Wind Farm nel Regno Unito sono i più grandi parchi eolici off-shore del mondo con 317 MW e 300 MW rispettivamente, seguiti da Horns Rev II (209 MW), in Danimarca.

### Eolico off-shore

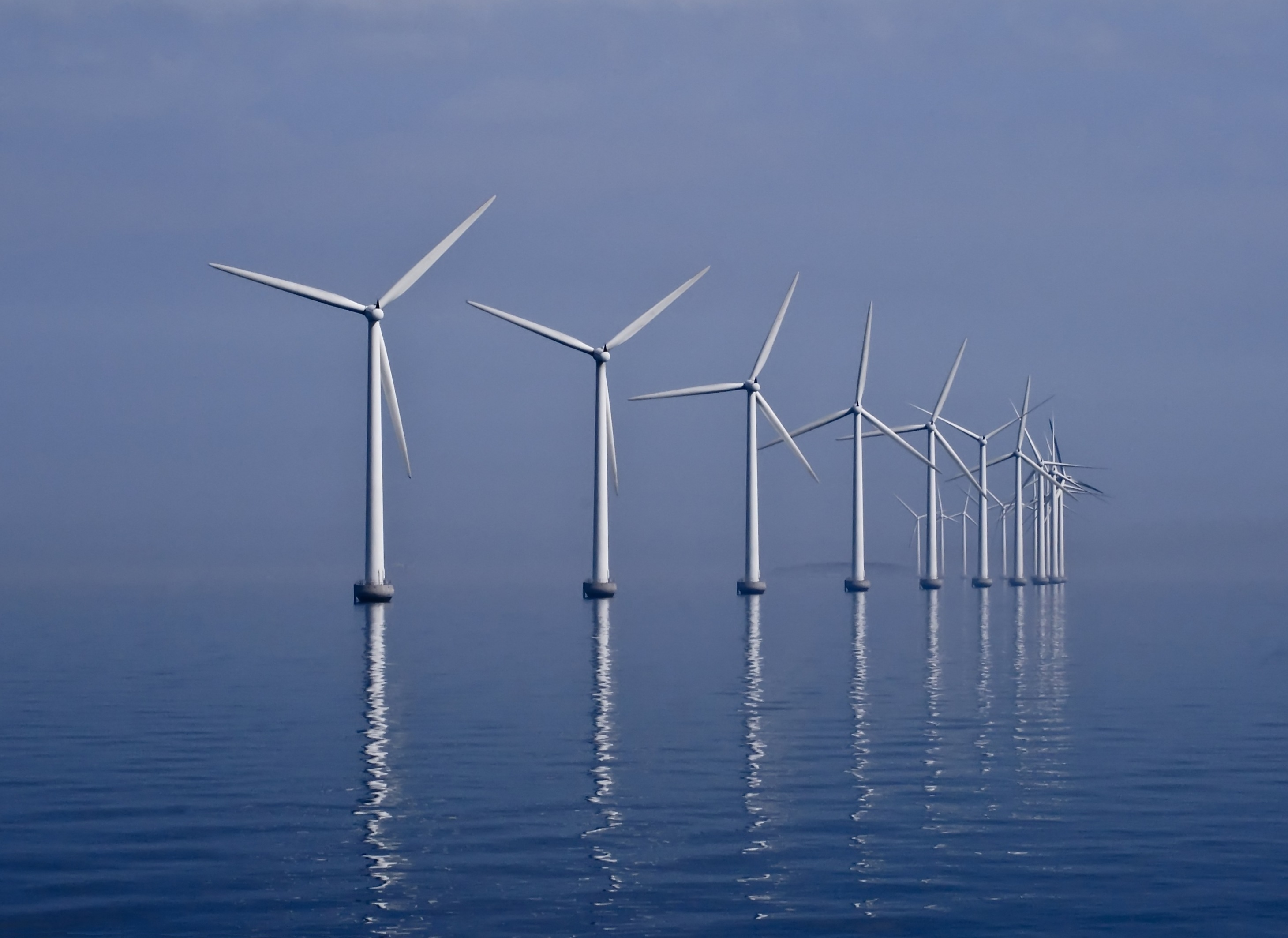
Middelgrunden, impianto eolico da 40 MW nello stretto di Oresund al largo di Copenaghen

Con l'espressione "eolico off-shore" si intendono gli impianti installati ad alcune miglia dalla costa di mari o laghi, per meglio utilizzare la forte esposizione alle correnti di queste zone.
La Spagna ha effettuato uno studio di fattibilità della durata di un anno sull'intero territorio nazionale per determinare le aree maggiormente ventilate e con continuità e quindi i siti candidati all'installazione di centrali di taglia medio-grande. La Spagna ha esteso le misurazioni mediante centraline fisse e mobili anche a tutta la costa, oltre che a zone collinari e di montagna, preferendo l'eolico off-shore. Dopo aver diffuso microimpianti nelle singole abitazioni e un decentramento energetico, ora si realizzano pochi impianti centralizzati per la produzione di alcuni gigawatt per parco eolico.
Ad Havsui, in Norvegia, sorgerà il più grande impianto eolico off-shore al mondo, che potrà fornire 1,5 gigawatt di potenza elettrica.
Nel Regno Unito verrà realizzata un'estesa serie di generatori off-shore entro il 2020 in grado di produrre abbastanza corrente elettrica da alimentare le utenze domestiche. Il piano prevede impianti per 20 gigawatt che si aggiungeranno agli 8 gigawatt di impianti già deliberati. Nel 2008 il Fondo di inversioni della corona britannica, che possiede le aree marittime della Gran Bretagna, fino a circa 20 km dalla costa, con il programma Clipper's Britannia Project, ha deciso di investire in grandi aerogeneratori off-shore di potenza superiore ai 5 megawatt.
Il primo impianto eolico off-shore in Italia era previsto in Molise, in mare Adriatico a circa tre chilometri dalla costa tra Vasto e Termoli, per una capacità installata di 162 MW. Il progetto è stato bloccato nel 2007 a seguito del parere negativo della giunta regionale.
Le turbine offshore galleggianti potranno essere installate anche in siti marini molto profondi. Imitando la tecnologia delle piattaforme petrolifere, le turbine eoliche galleggianti vengono installate in mare aperto e sfruttano i venti costieri. Il progetto usa un sistema di ancoraggio a tre punti mediante cavi in acciaio ancorati al fondale, simile a quello utilizzato nelle piattaforme petrolifere. La Hydro, società norvegese che opera nel settore energia, ha collocato un prototipo di questa turbina vicino Karmøy, isola a sud est della Norvegia ed eventualmente vicino ad una installazione petrolifera con l'obiettivo di rifornirla di energia rinnovabile.

## Capacità di energia eolica e produzione

### Dati statistici sulla produzione di energia eolica nel mondo
Anno 2018: dal rapporto statistico di TERNA, è risultata una produzione lorda di energia elettrica eolica pari a 1 261,880 GWh, contribuendo con il 4,74% alla produzione di energia elettrica nel mondo (26 617,3 GWh).

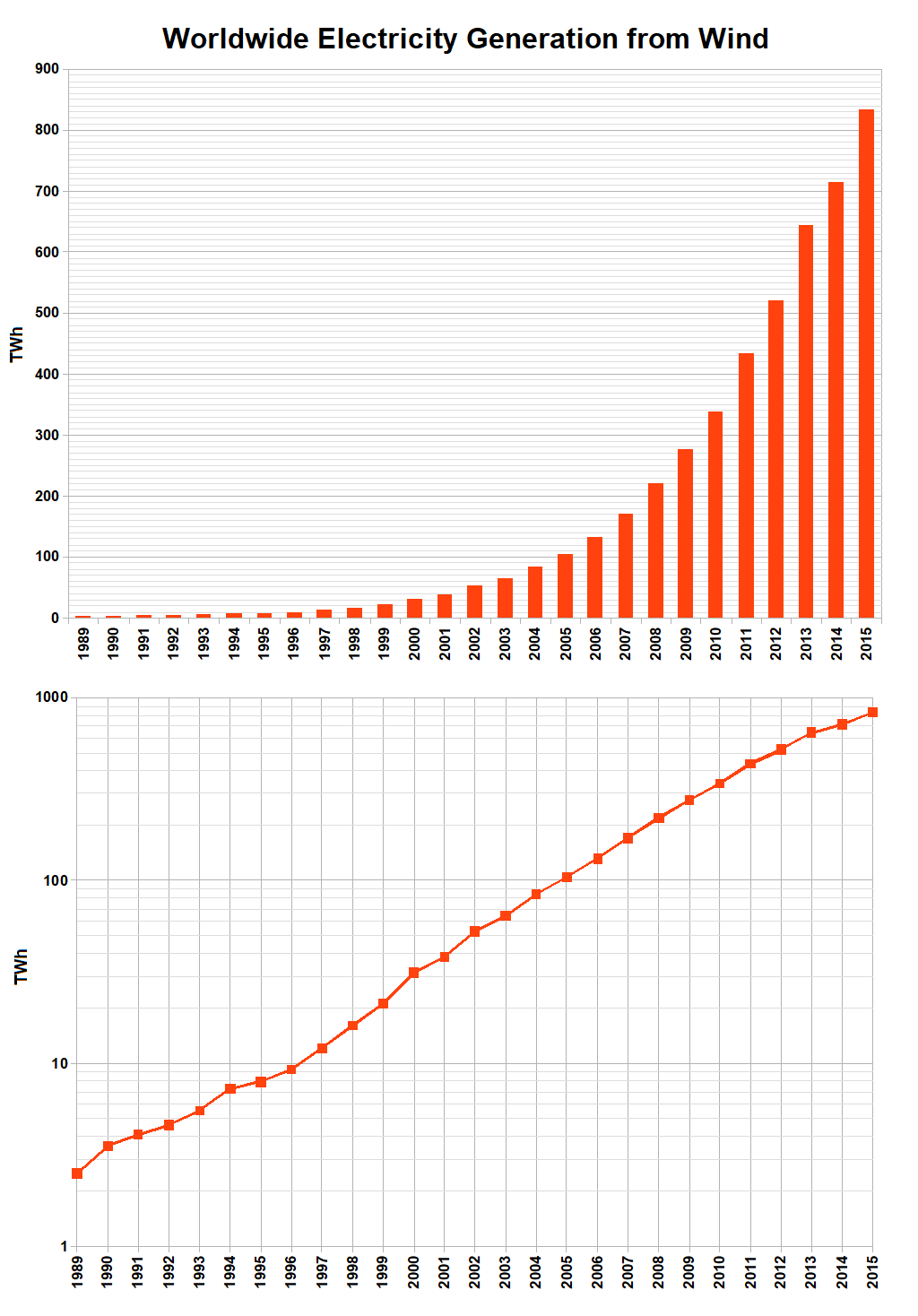
Produzione di energia eolica nel mondo fino al 2012

Verso la fine del 2012 nel mondo vi erano più di duecentomila turbine eoliche in funzionamento, con una capacità nominale complessiva di 282 482 MW. La sola Unione europea passò i circa 100 000 MW di capacità nominale nel settembre 2012, mentre gli Stati Uniti la Cina hanno superato i 50 000 MW nel mese di agosto 2012.
La capacità mondiale di generazione eolica è più che quadruplicata tra il 2000 e il 2006, raddoppiando circa ogni tre anni. Gli Stati Uniti hanno aperto la strada ai parchi eolici, ma nel 1997 la capacità installata della Germania aveva superato quella statunitense per poi essere tuttavia superata nel 2008. La Cina ha iniziato l'edificazione dei suoi impianti eolici verso la fine del 2000 per poi superare nel 2010 gli Stati Uniti e diventare leader mondiale.
Alla fine del 2012 la capacità mondiale nominale di generatori eolici era di 282 gigawatt (GW), in crescita di 44 GW rispetto all'anno precedente. Secondo la World Wind Energy Association, un'organizzazione di settore, nel 2010 l'energia eolica aveva generato 430 TWh, pari a circa il 2,5% di tutta l'energia elettrica utilizzata a livello mondiale. Nel 2008 essa copriva appena l'1.5% e solo lo 0,1% nel 1997.
 Tra il 2005 e il 2010 la crescita media annua dei nuovi impianti è stata del 27,6%. La penetrazione dell'energia eolica nel mercato dovrebbe raggiungere il 3,35% entro il 2013 e l'8% entro il 2018.

Diversi paesi hanno già raggiunto livelli relativamente elevati, come il 28% della produzione di energia elettrica in Danimarca (2011), il 19% in Portogallo (2011), il 16% in Spagna (2011), il 14% in Irlanda (2010) e l'8% in Germania (2011). A partire dal 2011, 83 paesi di tutto il mondo usavano energia eolica su base commerciale.
Nel 2009 l'Europa possedeva il 48% della capacità mondiale di produzione di energia eolica totale. Nel 2010 la Spagna è diventata il principale produttore europeo, raggiungendo i 42 976 GWh. La Germania tiene il primo posto in Europa in termini di capacità installata, con un totale di 27 215 MW registrati al 31 dicembre 2010.
| Nazione           | Totale capacità eolica (MW) | % totale mondiale |
| ----------------- | --------------------------- | ----------------- |
| Cina              | 328 973                     | 39.8              |
| Stati Uniti       | 132 378                     | 16.0              |
| Germania          | 63 760                      | 7.7               |
| India             | 40 067                      | 4.8               |
| Spagna            | 27 497                      | 3.3               |
| Regno Unito       | 27 130                      | 3.2               |
| Brasile           | 21 161                      | 2.5               |
| Francia           | 18 676                      | 2.2               |
| Canada            | 14 304                      | 1.7               |
| Svezia            | 12 080                      | 1.4               |
| Italia            | 11 276                      | 1.3               |
| (Resto del mondo) | 122 046                     | 15.4              |
| Totale mondiale   | 824 874 MW                  | 100%              |

| Nazione           | Produzione di energia eolica (TWh) | % totale mondiale |
| ----------------- | ---------------------------------- | ----------------- |
| Cina              | 655.6                              | 34.5              |
| Stati Uniti       | 383.6                              | 20.2              |
| Germania          | 117.7                              | 6.2               |
| Brasile           | 72.2                               | 3.8               |
| India             | 68.1                               | 3.6               |
| Regno Unito       | 64.5                               | 3.4               |
| Spagna            | 62.4                               | 3.3               |
| Francia           | 37.0                               | 1.9               |
| Canada            | 35.1                               | 1.8               |
| Turchia           | 31.1                               | 1.6               |
| (resto del mondo) | 372.7                              | 19.7              |
| Totale mondiale   | 1900.0 TWh                         | 100%              |

Come si può notare dalla tabella e facendo un paragone con l'energia elettrica consumata ad esempio in Italia (circa 300 TWh/anno), la produzione di energia elettrica mondiale da fonte eolica è ancora molto bassa (per diverse ragioni di tipo prevalentemente tecnologico che di certo non possone essere spiegate in maniera esauriente in queste pagine) nonostante i fortissimi investimenti che molte nazioni stanno mettendo in atto.

### Efficienza
L'efficienza massima di un impianto eolico può essere calcolata utilizzando la Legge di Betz, che mostra come l'energia massima che un generatore eolico qualunque può produrre sia il 59,3% di quella posseduta dal vento che gli passa attraverso. Tale efficienza è il massimo raggiungibile e un aerogeneratore con un'efficienza compresa tra il 40% al 50% viene considerato ottimo.
Gli impianti eolici consentono grosse economie di scala che abbattono il costo del chilowattora elettrico con l'utilizzo di pale lunghe ed efficienti dalla produzione di diversi megawatt ciascuna. Una maggiore potenza elettrica in termini di megawatt significa grossi risparmi sui costi di produzione, ma anche pale più lunghe e visibili da grandi distanze, con un maggiore impatto ambientale sul paesaggio. Un colore verde, nel tentativo di mimetizzare gli aerogeneratori all'interno del paesaggio, attenua in minima parte il problema, date le altezze degli impianti. Per questo motivo, nonostante la suddetta maggiore economicità ed efficienza degli impianti di grossa scala, per lo più si decide per una soluzione di compromesso tra il ritorno economico, che spinge verso impianti più grandi, e l'impatto paesaggistico.

### Trend di crescita

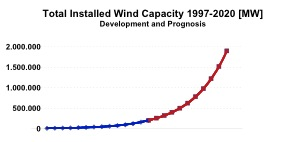
Capacità installata nel mondo tra il 1997 e il 2020 [MW], sviluppo e predizione. Fonte dei dati: WWEA

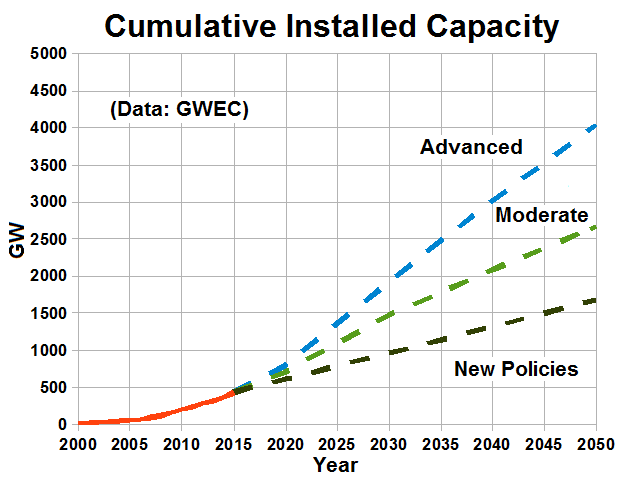
WorPrevisione della capacità di potenza installata (Fonte: Global Wind Energy Council)

Nel 2010 più della metà di tutta la nuova potenza eolica è stata installata al di fuori dei mercati tradizionali europei e nord americani. Ciò è stato dovuto in particolare alla forte crescita di installazioni in Cina che hanno rappresentato quasi la metà dei nuovi impianti eolici (16,5 GW).
Le cifre fornite dal Global Wind Energy Council (GWEC) mostrano che nel 2007 si è registrato un incremento di potenza installata di 20 GW, portando il totale della capacità installata di energia eolica a 94 GW, contro i 74 GW del 2006. Nonostante i vincoli che affrontano le industrie di produzione delle turbine eoliche, il mercato annuale ha continuato a crescere ad un tasso stimato del 37%, dopo una crescita del 32% nel 2006. In termini di valore economico, il settore eolico è diventato uno dei principali attori dei mercati energetici, con un valore totale delle nuove apparecchiature installate nel 2007 di 36 miliardi di dollari.
Anche se l'industria eolica ha risentito della crisi finanziaria globale nel 2009 e del 2010, la crescita ha continuato fino al 2013. Negli ultimi cinque anni la crescita media di nuovi impianti è stata del 27,6% all'anno. La previsione per il 2013 attestava il tasso di crescita annuo medio al 15,7%. Più di 200 GW di nuova capacità eolica potrebbero entrare in produzione entro la fine del 2013. Il potere di penetrazione dell'eolico nel mercato dovrebbe raggiungere il 3,35% entro il 2013 e l'8% entro il 2018.
La crescita della potenza eolica installata si è confermata negli ultimi anni raggiungendo, a giugno 2015, i 392 GW pari al 4% della produzione di energia elettrica mondiale.

### Fattore di capacità

Capacità installata di energia eolica nel mondo (Fonte: GWEC)

Dal momento che la velocità del vento non è costante, la produzione annua di energia di una centrale eolica non è mai uguale a quella della capacità nominale del generatore moltiplicato per il tempo di un anno. Il rapporto di effettiva produttività annuale rispetto a questo massimo teorico è chiamato "fattore di capacità". Fattori di capacità tipici sono nell'ordine del 15-50%, con valori al limite superiore in siti favorevoli e grazie ai miglioramenti tecnologici delle turbine più moderne.
Alcuni dati sono disponibili per alcune località e il fattore di capacità può essere così calcolato dalla produzione annuale. Ad esempio, a livello nazionale, il fattore di capacità della Germania, analizzato su tutto il 2012, era di poco inferiore al 17,5% (45.867 GW·h/anno/(29,9 GW×24×366) = 0,1746) mentre il fattore di capacità per i parchi eolici scozzesi arrivava, tra il 2008 e il 2010, alla media del 24%.
La valutazione del fattore di capacità è tuttavia influenzata da diversi parametri, tra cui la variabilità del vento nel sito, ma anche dalla dimensione del generatore. Un piccolo generatore sarebbe più economico e in grado di raggiungere un fattore di capacità superiore ma produrrebbe meno elettricità (e quindi meno profitto) nel caso di venti forti. Viceversa, un grande generatore costerebbe più ma nel caso di bassa velocità del vento genererebbe poca potenza, così che un fattore di capacità ottimale sarebbe di circa il 40-50%.
In uno studio del 2008 pubblicato dallo statunitense Department of Energy's Office of Energy Efficiency and Renewable Energy, il fattore di capacità raggiunto dalle turbine eoliche presenti nel paese si è dimostrato di essere in aumento, grazie soprattutto ai miglioramenti tecnologici. Il fattore di capacità raggiunto nel 2010 dalle nuove turbine eoliche ha raggiunto quasi il 40%.

### Penetrazione

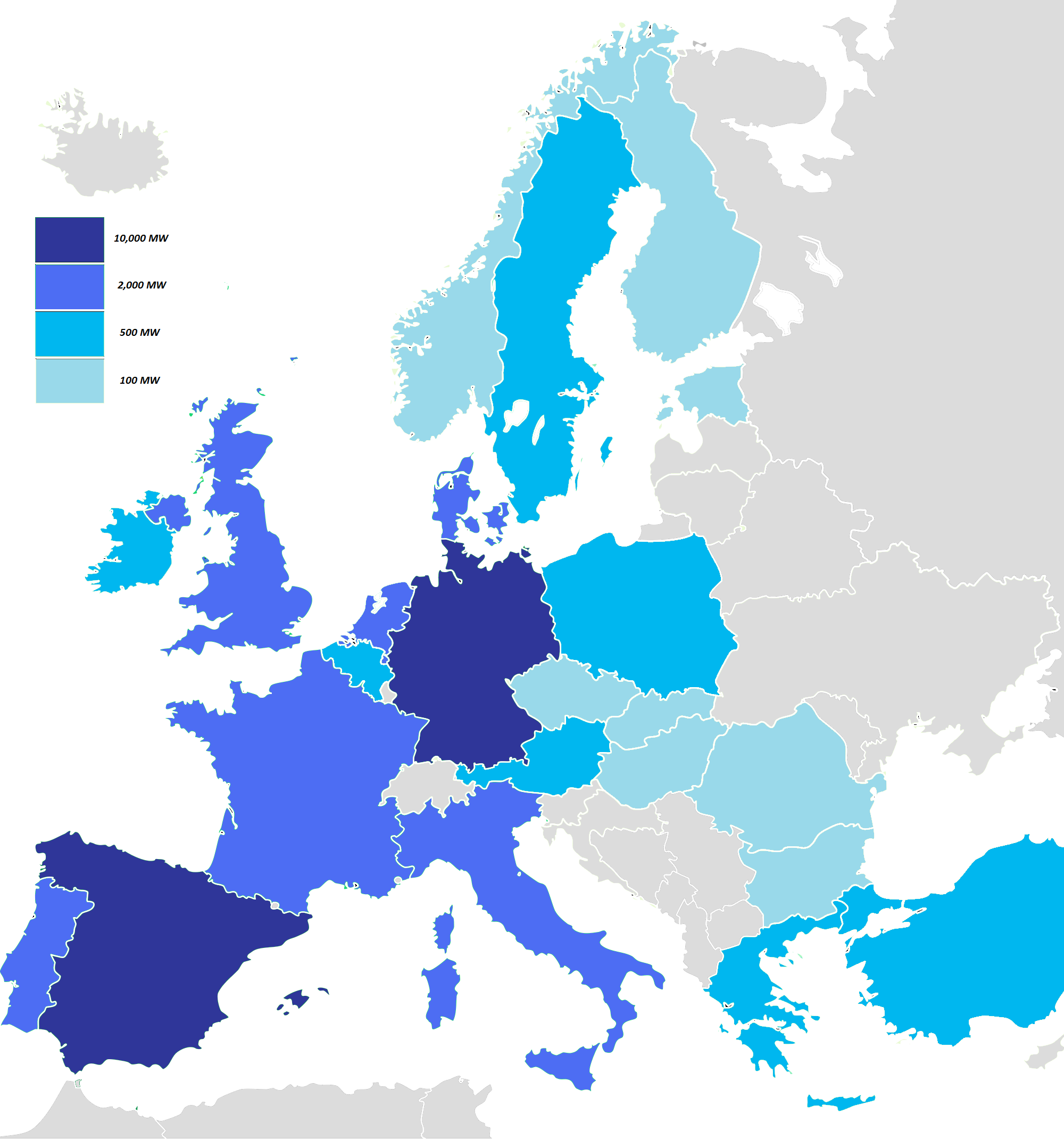
Energia eolica installata in Europa nel 2010

Per penetrazione dell'energia eolica ci si riferisce alla percentuale di energia prodotta dal vento, rispetto alla capacità totale di produzione disponibile. Non esiste un livello massimo generalmente accettato per quanto riguarda l'eolico. Il limite per una particolare zona dipenderà dalle centrali esistenti, dai meccanismi di tariffazione, dalla capacità di stoccaggio di energia, dalla gestione della domanda e da altri fattori. Una rete elettrica interconnessa comprenderà già la possibilità di generare elettricità di riserva e la capacità di ovviare ai vari guasti che potrebbero accadere alle apparecchiature.
Questa capacità di riserva può anche servire per compensare la variabilità di generazione di energia prodotta da impianti eolici. Gli studi hanno indicato che il 20% del consumo di energia elettrica totale annuo può essere raggiunto con minime difficoltà. Questi studi sono stati effettuati per luoghi dove gli impianti eolici erano dislocati geograficamente, vi era una certa possibilità di stoccaggio dell'energia (ad esempio tramite stazioni di pompaggio) e interconnessioni elettriche su vasta scala che permettono all'occorrenza di importare elettricità. Superato il 20% vi sono pochi limiti tecnici, ma le implicazioni economiche diventano più significative. Vi sono continui studi sugli effetti della penetrazione a larga scala dell'eolico per determinarne la stabilità e l'economia del sistema.
Un modello di penetrazione dell'energia eolica può essere specificato per diversi periodi di tempo. Su base annua, a partire dal 2011, poche sistemi elettrici possedevano livelli di penetrazione superiori al 5%: Danimarca - 26%, Portogallo - 17%, Spagna - 15%, Irlanda - 14%, e Germania - 9%. Per gli Stati Uniti, nel 2011, il livello di penetrazione è stato stimato intorno al 2,9%. Per ottenere un ipotetico 100% annuale dall'energia eolica, sarebbe necessario un sistema di accumulo dell'energia molto esteso. Su base mensile, settimanale, giornaliera o oraria, il vento può essere in grado di il 100% o più dell'uso corrente, con il resto conservato o esportato. L'industria può usufruire dei periodi di scarso utilizzo dell'energia eolica, come di notte quando l'energia prodotta può essere superiore alla domanda. Tali settori industriali possono includere la produzione di silicio, di alluminio, di acciaio o di idrogeno. La produzione di quest'ultimo può permettere, grazie ad una sua successiva riconversione nelle celle a combustibile, uno stoccaggio dell'energia a lungo termine, facilitando il raggiungimento del 100% di produzione di energia da fonti rinnovabili.
La General Electric ha installato un prototipo di turbina eolica con una batteria integrata equivalente a 1 minuto di produzione. Nonostante la piccola capacità, si è resa sufficiente per garantire una potenza costante, indipendentemente dalla condizioni atmosferiche. Una maggior prevedibilità dei consumi e delle condizioni meteo, possono portare a rendere conveniente una penetrazione da parte dell'energia eolica fino al 30%-40%. Il costo della batteria può essere ripagato con la vendita di energia su richiesta e sulla riduzione del fabbisogno di ricorrere a impianti a gas di supporto.

### Variabilità

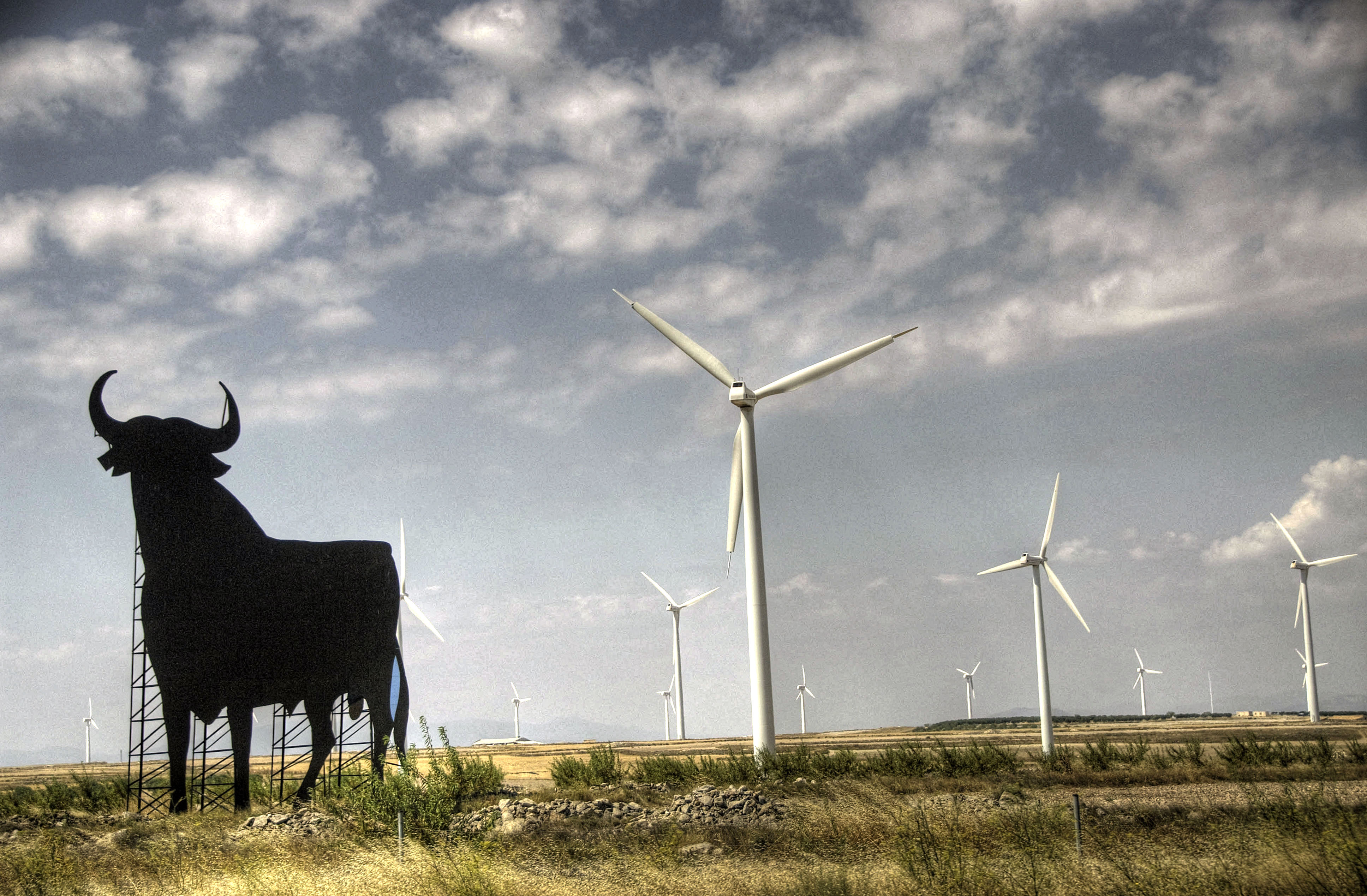
Le fattorie del vento sono tipicamente installate in luoghi ventosi. Nell'immagine una centrale eolica in Spagna, nei pressi di un toro di Osborne

La produzione di energia elettrica tramite lo sfruttamento del vento, può essere altamente variabile su diverse scale temporali: oraria, giornaliera o stagionale. Variazioni annuali possono anche verificarsi, ma non sono così significative.
Poiché la generazione istantanea di energia elettrica e i consumi devono rimanere in equilibrio per mantenere la stabilità della rete, questa variabilità può presentare difficoltà considerevoli per integrare grandi quantità di energia eolica in un sistema strutturato. L'Intermittenza della produzione può comportare costi aggiuntivi per la regolamentazione e, ad alti livelli di penetrazione, potrebbe rendersi necessaria un aumento della complessità del sistema, il ricorso a soluzioni di stoccaggio e l'interconnessione con sistemi High Voltage Direct Current (HVDC).
L'energia eolica è molto variabile, ma durante i periodi di mancanza di vento essa può essere sostituita da altre fonti di alimentazione. Attualmente, le reti di trasmissione possono far fronte alle interruzioni nella produzione e alle variazioni giornaliere della domanda elettrica. Attualmente, i sistemi di distribuzione energetica con grande penetrazione dell'eolico, richiedono la presenza di centrali a gas naturale in grado di sopperire alla perdita totale di energia elettrica nel caso in cui le condizioni non siano favorevoli per la produzione dal vento. Quando vi è una bassa penetrazione degli impianti eolici, questi problemi risultano minori.
| Country   | 10% | 20% |
| --------- | --- | --- |
| Germania  | 2.5 | 3.2 |
| Danimarca | 0.4 | 0.8 |
| Finlandia | 0.3 | 1.5 |
| Norvegia  | 0.1 | 0.3 |
| Svezia    | 0.3 | 0.7 |

Un'analisi effettuata in Danimarca ha osservato che la loro rete di energia eolica aveva fornito meno dell'1% della domanda media per 54 giorni nel corso del 2002. I sostenitori dell'eolico ritengono che questi periodi di bassa ventosità possono essere affrontati riavviando le centrali a combustibili fossili già presenti o ricorrendo alle interconnessioni HVDC. Tuttavia la risposta delle centrali termoelettriche ad un bisogno di energia è piuttosto lento e perciò è necessario avere la disponibilità anche di impianti di generazione di energia idroelettrica. Secondo uno studio del 2007 della Stanford University pubblicato sul Journal of Applied Meteorology and Climatology, l'interconnessione di dieci o più impianti eolici può permettere di produrre il 33% dell'energia totale in maniera affidabile, a condizione che siano rispettati i criteri minimi come la velocità e l'altezza della turbina.
Al contrario nelle giornate particolarmente ventose, anche con livelli di penetrazione del 16%, la produzione di energia eolica si è dimostrata in grado di superare tutte le altre fonti di energia elettrica. In Spagna il 16 aprile 2012 la produzione di energia eolica ha raggiunto la più alta percentuale di produzione di energia elettrica mai raggiunta, con gli impianti eolici che hanno coperto il 60,46% della domanda energetica totale.
Un forum per l'energia condotto nel 2006 ha presentato i costi per la gestione dell'intermittenza, in funzione della quota di energia eolica totale per diversi paesi, ciò è mostrato nella tabella a destra. Tre studi emessi nel 2009 sulla variabilità del vento nel Regno Unito concordano sul fatto che la variabilità del vento deve essere presa in considerazione, ma tuttavia ciò non rende il sistema ingestibile. I costi aggiuntivi, che sono comunque modesti, possono essere quantificati.
L'energia solare tende ad essere complementare al vento. Le zone ad alta pressione tendono a portare cielo sereno e bassi venti di superficie, mentre le aree di bassa pressione tendono ad essere più ventose e più nuvolose. Su scale temporali stagionali, si registrano picchi di energia solare in estate, mentre in molte zone l'energia eolica è più bassa in estate e più alta nella stagione invernale. In questo modo le intermittenze tra energia eolica e solare tendono a compensarsi a vicenda. Nel 2007 l'Istituto per l'energia solare Tecnologia di approvvigionamento dell'Università di Kassel ha testato un impianto pilota combinato di energia solare, eolica, biogas e hydrostorage allo scopo di fornire energia elettrica in modo costante per tutto il giorno tutto l'anno, interamente da fonti rinnovabili.

### Prevedibilità
Alcuni metodi di previsione vengono utilizzati per la produzione di energia eolica, ma la prevedibilità di un particolare parco eolico è comunque bassa in una breve scala temporale. Per ogni particolare generatore, vi è un 80% di probabilità che la sua produzione cambi per meno del 10% in un'ora e una probabilità del 40% che cambi più del 10% in 5 ore.
Così mentre la produzione di una singola turbina può variare notevolmente e rapidamente, più turbine collegate tra di loro su aree più grandi, la potenza media diventa meno variabile e più prevedibile.
La velocità del vento può essere prevista con precisione su grandi aree e quindi il vento può considerarsi una fonte di energia prevedibile per l'immissione in una rete elettrica. Tuttavia, a causa della variabilità e sebbene prevedibile, la disponibilità di energia eolica deve essere programmata.

### Affidabilità
Raramente l'energia eolica soffre di guasti tecnici, dato che un malfunzionamento di un singolo aerogeneratore comporta un relativamente basso impatto sulla potenza erogata complessiva in grandi parchi eolici. Altri metodi di produzione di energia elettrica possono risentire, anche in maniera grave, di interruzioni imprevedibili.

### Accumulo dell'energia
In generale l'energia eolica e l'energia idroelettrica si integrano molto bene. Quando il vento soffia con forza, le centrali idroelettriche possono temporaneamente pompare indietro la loro acqua e quando il vento cala, il rilascio a valle dell'acqua può rapidamente compensare la mancanza di energia, mantenendo stabile l'offerta.

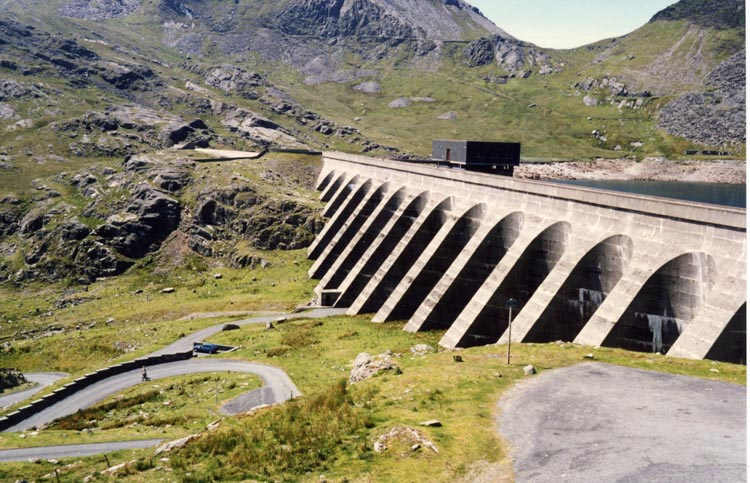
Bacino superiore in una centrale di pompaggio del Galles. La centrale inferiore è dotata di quattro turbine che generano 360 MW di energia elettrica entro 60 secondi da quando si presenta la necessità. La dimensione della diga può essere giudicata dalla strada sottostante

Le centrali Idroelettriche di pompaggio o altre forme di immagazzinamento dell'energia possono stoccare l'energia sviluppata in periodi particolarmente ventosi e rilasciarla quando vi è la necessità. L'immagazzinamento necessario dipende dal livello di penetrazione dell'energia eolica nel sistema: una bassa penetrazione richiede uno stoccaggio a breve termine, mentre un'alta penetrazione necessita di stoccaggio sia a breve che lungo termine, fino a un mese o più. L'energia immagazzinata aumenta il valore economico dell'energia eolica in quanto può essere utilizzata durante i periodi di picco della domanda e cioè quando il suo costo è più elevato. Questo guadagno può compensare i costi e le perdite dovute all'immagazzinamento. Il costo dello stoccaggio energetico può arrivare a incrementare del 25% il costo dell'energia eolica prodotta, ma ciò tenderebbe a diminuire nel caso di grandi produzioni energetiche.
Ad esempio, nel Regno Unito, la Dinorwig Power Station da 1,7 GW è in grado di uniformare i picchi di domanda elettrica e garantire ai fornitori di energia elettrica di far funzionare i propri impianti al massimo del loro rendimento. Anche se i sistemi di pompaggio presentano solo circa il 75% di efficienza e hanno alti costi di installazione, i loro bassi costi di gestione e la capacità di ridurre la richiesta di energia da fonti combustibili possono far abbassare i costi totali di generazione elettrica.
In particolare, in alcune regioni geografiche il picco di velocità del vento può non coincidere con i picchi di richiesta di energia elettrica. Per esempio in California e in Texas i caldi giorni estivi sono caratterizzati da una bassa velocità del vento e da una forte domanda elettrica per via dell'utilizzo dell'aria condizionata. Alcune sovvenzioni per l'acquisto di pompe di calore geotermiche, al fine di ridurre la domanda di energia elettrica nei mesi estivi, hanno reso l'aria condizionata fino al 70% più efficiente. Un'altra opzione è quella di interconnettere aree geografiche ampiamente disperse con sistemi di rete HVDC. Si stima che negli Stati Uniti aggiornamento del sistema di trasmissione in tal senso richiederebbe un investimento di almeno 60 $ miliardi.
La Germania ha una capacità installata di eolico e di solare che supera la domanda giornaliera di energia elettrica, e sta esportando la potenza "eccessiva" nei paesi vicini. Una soluzione più pratica sarebbe l'installazione di un sistema di stoccaggio sufficiente per almeno 30 giorni in grado di fornire l'80% della domanda. Proprio come l'Unione europea che impone ai paesi membri di mantenere 90 giorni di riserve strategiche di petrolio, si può prevedere che i paesi vadano a installare sistemi di stoccaggio di energia elettrica.

## Effetti sull'ambiente

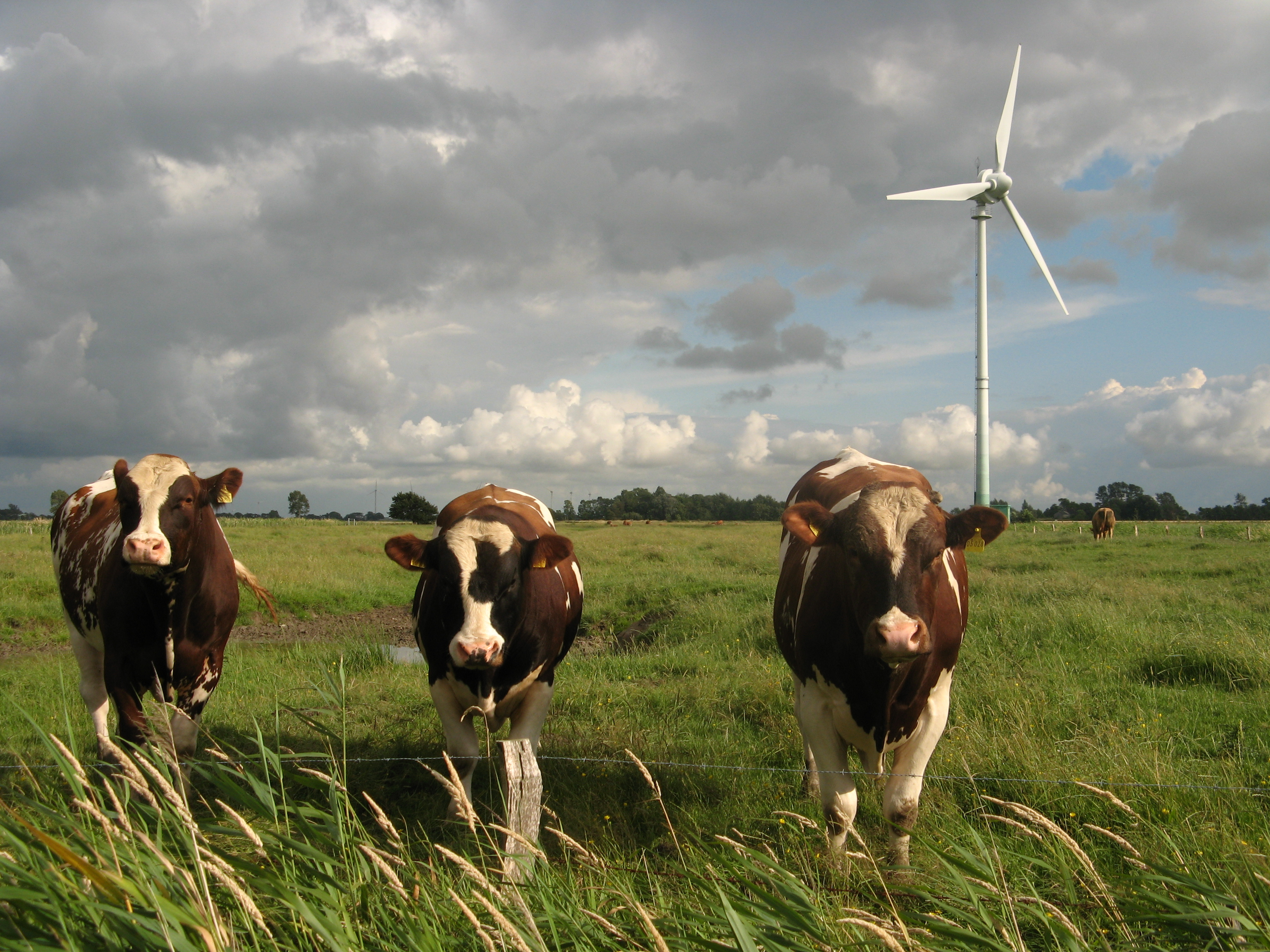
Secondo il direttore di questo parco eolico, il bestiame ignora le turbine eoliche, e continua a pascolare come prima che ne avvenisse l'installazione

Rispetto all'impatto ambientale delle fonti energetiche tradizionali, l'impatto dell'energia eolica è relativamente minore in termini di inquinamento. L'energia eolica non consuma carburante e non emette inquinante atmosferico, a differenza di fonti di energia fossili. L'energia consumata per produrre e trasportare i materiali utilizzati per costruire un impianto eolico è uguale alla nuova energia prodotta dall'impianto nei primi mesi. Un parco eolico può occupare una vasta area di terreno, ma attività come l'agricoltura e l'allevamento sono compatibili, visto il piccolo ingombro dei singoli generatori.. La cantieristica per l'installazione su terraferma richiede vie d'accesso compatibili per il trasporto dei voluminosi e pesanti materiali e mezzi.
L'entità dell'impatto ecologico può essere o meno significativo, a seconda delle circostanze specifiche. Anche se tutte le strutture artificiali possono uccidere gli uccelli, l'energia eolica ha un effetto elevato su alcune specie di uccelli in via di estinzione, come le precarie popolazioni di aquila reale degli Stati Uniti. Un gruppo particolarmente vulnerabile sono i rapaci. Tuttavia anche se ha un effetto trascurabile sulla maggior parte degli uccelli, in alcune località non vi sono stati dimostrati effetti estremamente negativi su alcuni uccelli di interesse conservazionistico.
Tuttavia una grande meta-analisi di 616 studi individuali sulla produzione di energia elettrica e dei suoi effetti sulla mortalità aviaria hanno concluso che gli effetti più visibili della tecnologia eolica non sono necessariamente i più evidenti, come:
Un'oculata scelta del posizionamento delle turbine eoliche può mitigare il numero dei decessi della fauna selvatica.
Vi sono state anche segnalazioni di effetti negativi dovuti al rumore sulle persone che vivono molto vicino alle turbine eoliche. Studi peer-reviewed non hanno generalmente sostenuto queste preoccupazioni.
Un problema dell'energia eolica è la sua bassa densità energetica il che comporta, nel caso di utilizzo su vasta scala delle tecnologie che sfruttano questa fonte energetica, il dover occupare enormi superfici. Per fare un esempio, confrontando la densità di potenza generata (W/m² - potenza riferita all'unità di superficie) da una centrale eolica con una centrale che utilizza turbine a gas, il divario è notevole: 0,5 ÷ 1,5 W/m² per una centrale eolica; 5 000 ÷ 15 000 W/m² per una centrale con turbine a gas che utilizza metano come combustibile.
A circa a metà degli anni 2000 l'energia eolica ha raggiunto la grid parity rispetto alle altre fonti tradizionali, ovvero il punto in cui la sua produzione ha lo stesso prezzo dell'energia prodotta tramite fonti di energia tradizionali. Inoltre i costi in continua discesa fanno supporre che l'energia eolica diventerà la fonte di energia più economica tra quelle disponibili su larga scala. Tuttavia, una quantità significativa di risorse di energia eolica del Nord America rimane sopra la grid parity a causa delle lunghe distanze di trasmissione.

### Il problema dei materiali
Una delle questioni che riguardano un possibile utilizzo su vasta scala delle tecnologie che sfruttano l'energia eolica, è relativa alla necessità di reperire quantità rilevanti di materie prime minerali rare e meno rare per effetto della ridotta densità energetica di tale tecnologia e il dover lavorare, in fase di fabbricazione, anche grossi quantitativi di sostanze inquinanti.
Nella tabella che segue sono indicati i materiali necessari per la costruzione di una singola turbina eolica con potenza nominale pari a 5 MW:
| Materiali critici | Quantità materiali critici per la costruzione del generatore ad eccitazione elettrica (kg) | Quantità materiali critici per la costruzione del generatore a magneti permanenti (kg) | Materiali base              | Quantità (tonnellate) |
| ----------------- | ------------------------------------------------------------------------------------------ | -------------------------------------------------------------------------------------- | --------------------------- | --------------------- |
| Rame              | 25 000                                                                                     | 5 000                                                                                  | Calcestruzzo                | 2 500                 |
| Disprosio         | 30                                                                                         | 85                                                                                     | Acciaio e minerali di ferro | 750                   |
| Neodimio          | 140                                                                                        | 900                                                                                    | Zinco                       | 25                    |
| Praseodimio       | 45                                                                                         | 175                                                                                    | Nichel                      | 1,5                   |
| Boro              | -                                                                                          | 30                                                                                     |                             |                       |
| Terbio            | 5                                                                                          | 35                                                                                     |                             |                       |

Se ad esempio in Italia si volesse produrre metà dell'energia consumata in un anno (120,3 Mtep) utilizzando turbine eoliche di questa taglia, bisognerebbe costruire e installare più di 116 000 di questi dispositivi (1 Mtep = 11 630 GWh; tempo equivalente di funzionamento di un impianto eolico in Italia = 1 200 h/anno). In questo calcolo non sono stati considerati i materiali necessari alla costruzione delle infrastrutture per l'accumulo energetico data l'intermittenza dell'energia eolica (impianti idraulici di pompaggio; impianti elettrochimici; idrogeno e celle a combustibile; aria compressa; ecc).

## Trend dei costi

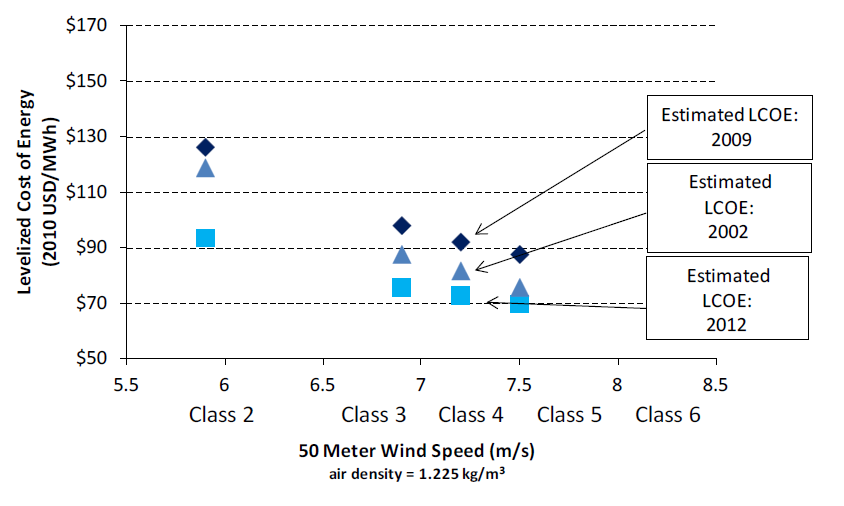
Costo stimato per MWh per l'eolico in Danimarca

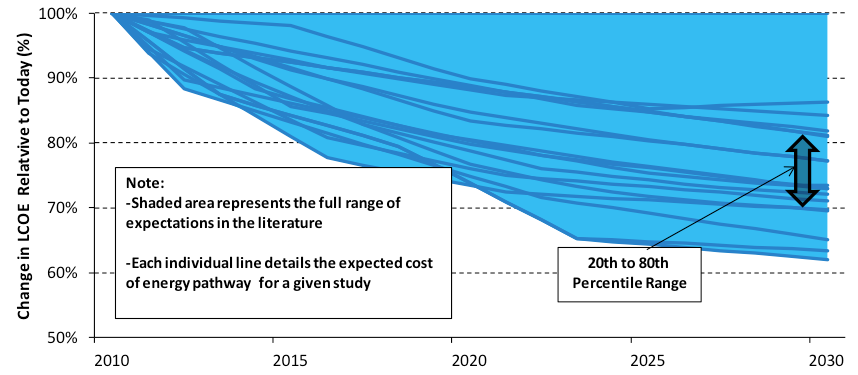
Progetto per il National Renewable Energy Laboratory che dovrebbe abbassare del 25% il costo dell'energia eolica tra il 2012 e il 2030

Il costo di produzione dell'energia eolica è in costante ribasso, ma presenta comunque un discreto investimento iniziale. Una volta che l'impianto è stato costruito, il costo è stimato in meno di 1 cent per kW·h. Tale costo tende a ridursi ulteriormente grazie al miglioramento della tecnologia delle turbine. Ora gli impianti dispongono di pale più lunghe e più leggere e turbine più efficienti e migliori in termini di prestazione. Inoltre i costi di manutenzione degli impianti sono in continua decrescita.
Il costo medio stimato per unità, comprende il costo di costruzione delle turbine e degli impianti di trasmissione, il costo del reperimento dei fondi e della tutela del rischio, nonché la manutenzione dell'impianto che generalmente ha una vita utile superiore ai 20 anni. Le stime dei costi energetici sono fortemente dipendenti da questi dati e possono differire in modo sostanziale da impianto a impianto. Nel 2004 l'energia eolica costa un quinto rispetto a quanto costava nel 1980 e alcune previsioni vedono un trend al ribasso con la produzione di grandi turbine su larga scala. Nel 2012 i costi di investimento per i parchi eolici sono sostanzialmente inferiori rispetto a quelli del 2008-2010, ma sono ancora al di sopra dei livelli del 2002.
Una relazione della British Wind Energy Association ha fornito il costo medio per la generazione di energia eolica onshore a circa 3,2 pence (tra i 5 e i 6 dollari statunitensi) per kW·h (2005). Il costo per unità di energia prodotta è stata stimata nel 2006 essere paragonabile al costo della generazione elettrica per gli Stati Uniti mediante il carbone e il gas naturale. Il costo dell'eolico è stato stimato a 55,80 dollari per MW·h, il carbone a $ 53.10 per MW·h e il gas naturale a $ 52,50. Risultati simili comparativi con il gas naturale sono stati ottenuti in uno studio governativo promosso nel Regno Unito ed effettuato nel 2011. Uno studio sull'energia eolica risalente al 2009 effettuato in Spagna dalla re Juan Carlos University ha concluso che per ogni MW installato di energia eolica ha portato alla perdita di 4,27 posti di lavoro. Il Dipartimento dell'Energia degli Stati Uniti ha espresso forti perplessità sullo studio, giudicandolo gravemente carente e con conclusioni non supportate dalle evidenze. Il ricorso all'energia eolica, anche se sovvenzionata, è in grado di ridurre i costi per i consumatori (5 000 000 000 €/anno in Germania), riducendo il prezzo marginale e l'utilizzo di costose centrali tradizionali.

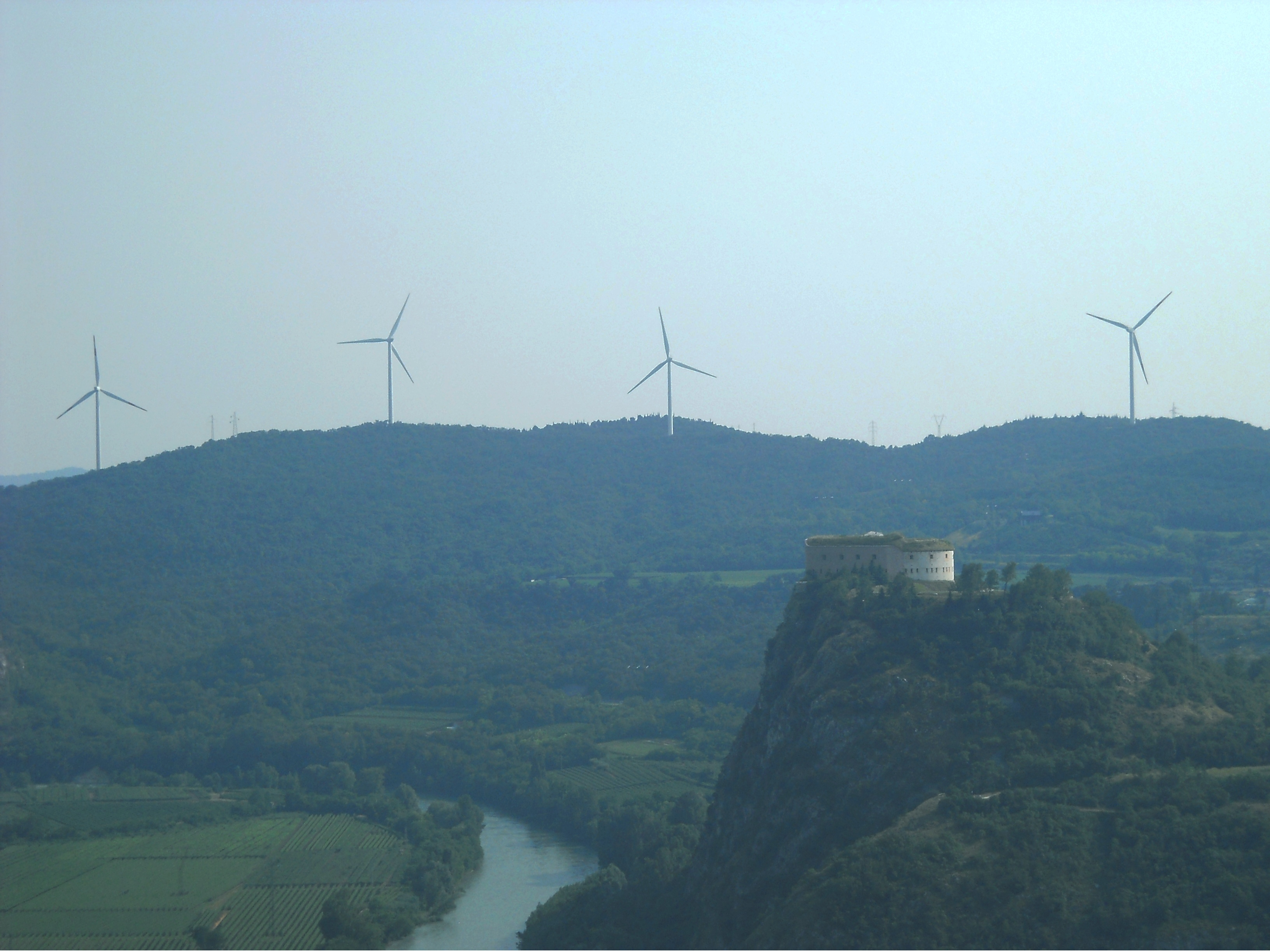
Parco eolico a Rivoli Veronese, Italia. In primo piano il Forte di Rivoli

Un rapporto del 2011 della American Wind Energy Association ha dichiarato: "I costi dell'energia eolica sono diminuiti nel corso degli ultimi due anni, nel range di 5-6 centesimi per chilowattora, circa 2 centesimi in meno rispetto alla produzione elettrica tramite carbone. I produttori di apparecchiature possono anche consegnare i prodotti nello stesso anno in cui vengono ordinati invece di aspettare fino a tre anni per le tradizionali centrali... con i nuovi 5 600 MW di nuova capacità installata negli Stati Uniti, il trenta per cento di tutte le nuove generazione di energia nel 2005 è venuta dal vento. I fornitori di energia sono sempre più attratti dal vento come una vantaggiosa copertura contro gli imprevedibili movimenti di prezzo delle materie prime".
Il costo di installazione in Italia, facendo riferimento ad impianti con una potenza nominale superiore ai 600 kilowatt, varia secondo la complessità dell'orografia del terreno in cui l'impianto è installato, della classe di macchina installata, della difficoltà di connessione alla rete elettrica. Una centrale di 10 megawatt, allacciata alla rete in alta tensione, costerebbe tra i 15 e i 20 milioni di euro, mentre per una centrale allacciata alla rete di media tensione (3-4 megawatt) il costo si comprime tra 1,2 e 1,5 milioni di euro al megawatt. Gli unici capitoli di spesa totale riguardano l'installazione e la manutenzione, dato che non ci sono costi di approvvigionamento della fonte produttrice di energia.

## Incentivi e benefici di comunità

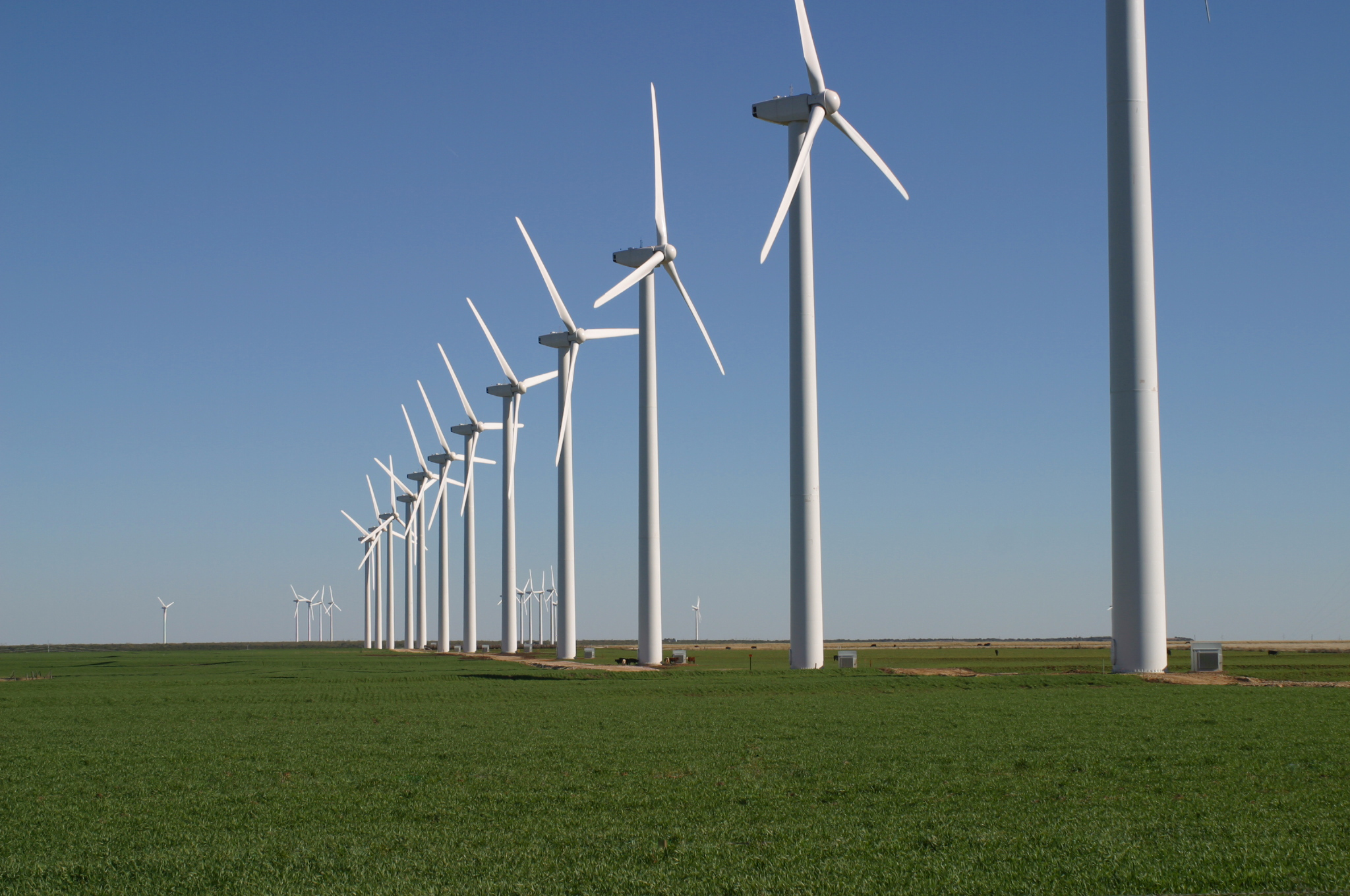
I proprietari terrieri statunitensi ricevono in genere dai 3000 ai 5000 dollari all'anno di reddito per la locazione di ogni turbina eolica.

I proprietari terrieri negli Stati Uniti in genere ricevono dai 3 000 ai 5 000 dollari all'anno di reddito per la locazione di ogni turbina eolica, mentre gli agricoltori continuano a coltivare o pascolare il bestiame fino ai piedi delle turbine. Alcune delle oltre 6 000 turbine eoliche nel Altamont Pass Wind Farm, in California, Stati Uniti si sono sviluppate nel corso di un periodo di incentivi fiscali del 1980, questo parco eolico ha più turbine di qualsiasi altro negli Stati Uniti.
L'industria eolica statunitense genera decine di migliaia di posti di lavoro e miliardi di dollari di attività economica. Progetti di parchi eolici forniscono tasse locali o entrate che rafforzano l'economia delle comunità rurali, fornendo reddito degli agricoltori tramite l'affitto per il posizionamento di turbine eoliche sulla loro terra. L'energia eolica in molte giurisdizioni riceve un sostegno finanziario o altro per favorire il suo sviluppo. Molte giurisdizioni propongono vantaggi per l'installazione di parchi eolici, sia per aumentare l'attrattiva o per compensare le sovvenzioni che ricevono altre forme di produzione che hanno significative esternalità negative.

## Politica

### Governi centrali

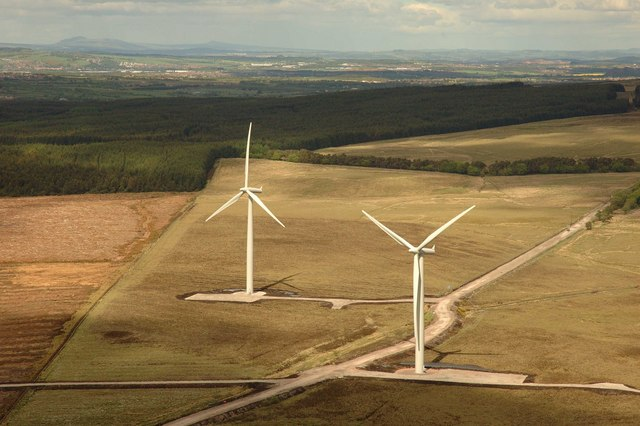
Due turbine in un parco eolico scozzese

I combustibili fossili sono sovvenzionati da molti governi, e queste sovvenzioni sono spesso erogate anche all'energia eolica e alle altre forme di energia rinnovabili. Ad esempio, uno studio del 2009 dalla Environmental Law Institute ha valutato la dimensione e la struttura dei sussidi energetici degli Stati Uniti nel periodo 2002-2008. Lo studio stima che i sussidi alle fonti basate su combustibili fossili fossero pari a circa 72 miliardi di dollari mentre quelli dati alle fonti di energia rinnovabile fossero stimabili in 29 miliardi di dollari. Negli Stati Uniti, il governo federale ha pagato 74 miliardi di dollari per sussidi energetici per sostenere la ricerca e sviluppo per l'energia nucleare (50 miliardi di dollari) e per combustibili fossili (24 miliardi di dollari) tra il 1973 e il 2003. Durante questo stesso periodo di tempo, le tecnologie per le energie rinnovabili e l'efficienza energetica hanno ricevuto un totale di 26 miliardi di dollari. È stato suggerito che uno spostamento delle sovvenzioni aiuterebbe i settori energetici crescenti cioè solare, eolica e biocarburanti. La storia dimostra che nessun settore energetico è stato sviluppato senza sovvenzioni.
Negli Stati Uniti il settore dell'energia eolica ha recentemente aumentato di molto i suoi sforzi di lobbying, spendendo circa 5 milioni di dollari nel 2009, dopo anni di relativa oscurità a Washington. A titolo di confronto, l'industria nucleare degli Stati Uniti da sola spende oltre 650 milioni di dollari in dieci anni per attività di lobbing.
Dopo gli incidenti nucleari giapponesi 2011, il governo federale tedesco sta lavorando a un nuovo piano per aumentare l'efficienza energetica e la commercializzazione delle energie rinnovabili, con un focus particolare sui parchi eolici offshore. Nell'ambito del piano delle grandi turbine eoliche saranno erette lontano dalle coste, dove il vento soffia più coerentemente di quanto non faccia sulla terra e dove le enormi turbine non daranno fastidio agli abitanti. Il piano mira a ridurre la dipendenza della Germania dall'energia derivata dal carbone e dalle centrali nucleari.

### Opinione pubblica

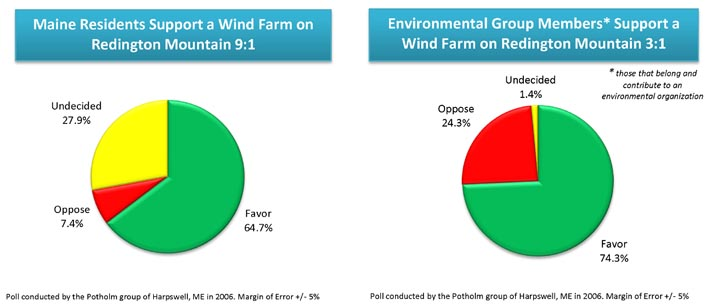
I membri del gruppo ambientalista sono più favorevoli all'energia eolica (74%), rispetto ai contrari (24%). Pochi sono gli indecisi

Indagini sull'opinione pubblica effettuati in tutta Europa e in molti altri paesi mostrano un forte sostegno per l'energia eolica. L'80% dei cittadini europei sostiene l'energia eolica. In Germania, dove l'energia eolica vanta un alto grado di accettazione sociale, centinaia di migliaia di persone hanno investito in impianti eolici in tutto il paese e migliaia di piccole e medie imprese hanno avuto successo impiegando 90 000 persone e generando l'8% dell'energia elettrica del paese. Anche se l'energia eolica è una forma popolare di generazione di energia, la costruzione di parchi eolici non è universalmente accolta, spesso per motivi estetici.
In Spagna, con alcune eccezioni, non vi è stata opposizione all'installazione di parchi eolici terrestri. Tuttavia i progetti per la costruzione di parchi off-shore sono stati più controversi. In particolare la proposta di costruire il più grande impianto di produzione offshore di energia eolica nel mondo nel sud ovest della Spagna sulla costa di Cadice, dove nel 1805 avvenne la Battaglia di Trafalgar, è stata accolta con una forte opposizione, per le ricadute negative sia per la pesca sia per il turismo perché la zona è considerata un cimitero di guerra.
In un sondaggio condotto da Angus Reid Strategies nell'ottobre del 2007, l'89 per cento degli intervistati ha dichiarato che l'utilizzo di fonti di energia rinnovabili, come l'energia eolica o solare è stato positivo per il Canada, perché queste fonti hanno migliorato l'ambiente. Solo il 4% considera l'utilizzo di fonti rinnovabili come negativo dal momento che possono essere inaffidabili e costose. Secondo un sondaggio della Consulting San effettuato nell'aprile del 2007, l'energia eolica è stata la fonte di energia alternativa con più consenso nel pubblico per lo sviluppo del Canada. Per contro, 3 canadesi su 4 si sono opposti allo sviluppo nucleare.
Un sondaggio del 2003 effettuato su residenti scozzesi che vivono intorno a 10 parchi eolici esistenti ha dimostrato alti livelli di accettazione della comunità e un forte sostegno per l'energia eolica, soprattutto da chi viveva più vicino agli impianti. I risultati di questo studio supportano quelli di un sondaggio precedente che evidenziava come gli scozzesi fossero a favore di eneregia da fonti rinnovabili e che considerassero il vento come la migliore. Un sondaggio condotto nel 2005 ha mostrato che il 74% degli scozzesi concordano sul fatto che le centrali eoliche siano necessarie per soddisfare le esigenze energetiche attuali e future. Un'indagine del 2010 ha anche mostrato che il 52% non era d'accordo con l'affermazione che le centrali eoliche siano "una brutta macchia sul paesaggio". Il 59% conveniva che le centrali eoliche erano necessarie e che il loro aspetto era poco importante. La Scozia sta progettando di ottenere il 100% di elettricità da fonti rinnovabili entro il 2020.

### Comunità

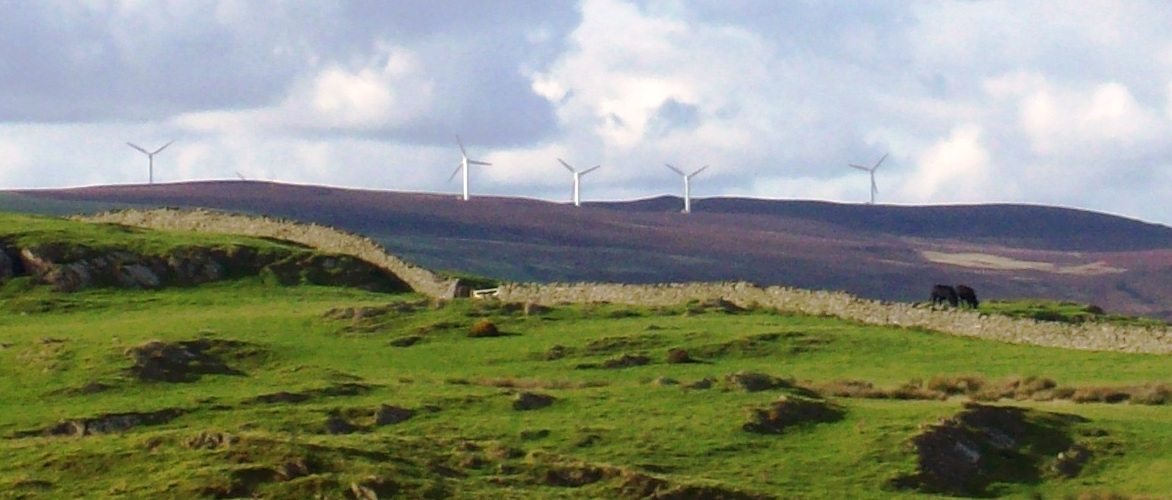
Alcuni parchi eolici come questo, situato in Cumbria, Inghilterra, hanno destato perplessità nell'opinione pubblica riguardo al loro impatto visivo

Molte aziende eoliche lavorano con le comunità locali per ridurre i problemi ambientali e altri disturbi degli impianti eolici. Procedure di consultazione, pianificazione e approvazione da parte degli organi amministrativi aiutano a ridurre al minimo i rischi ambientali. Alcune comunità possono ancora opporsi ai parchi eolici, ma, secondo The Institute in Australia, le loro preoccupazioni deve essere valutate rispetto alla necessità di affrontare le minacce poste dai cambiamenti climatici e dalle opinioni di comunità più ampie.
In America i progetti di parchi eolici sono correlati all'aumento della base imponibile locale, contribuendo così a pagare scuole, strade e ospedali. I progetti eolici rilanciano anche l'economia delle comunità rurali, fornendo reddito stabile per gli agricoltori e gli altri proprietari terrieri.
Nel Regno Unito sia il National Trust sia la Campaign to Protect Rural England hanno espresso preoccupazione per gli effetti sul paesaggio rurale causati dalle turbine eoliche impropriamente installate e dai parchi eolici.
Alcuni parchi eolici sono diventati attrazioni turistiche. La Whitelee Wind Farm Visitor Centre dispone di una sala espositiva, un centro di apprendimento, di una caffetteria con una piattaforma di osservazione e anche di un negozio. Essa è gestita dal Glasgow Science Centre.
Nonostante questo supporto generale, l'opposizione locale spesso esiste e talvolta ha ritardato o interrotto una serie di progetti.
Mentre le questioni estetiche sono soggettive e alcuni trovano parchi eolici piacevoli o simboli di indipendenza energetica e di prosperità locale, gruppi di protesta si sono spesso formati per tentare di bloccare nuovi siti eolici per vari motivi.

Questo tipo di opposizione è spesso descritto come NIMBYismo, ma la ricerca effettuata nel 2009 ha rilevato che vi sono prove a sostegno della convinzione che i residenti contestani solo per impianti di energia rinnovabili.

### Costi mini-eolico
Negli Stati Uniti il costo della potenza installata per impianti micro-eolici e mini-eolici varia da 3 000 a 5 000 $ per kilowatt. Molto spesso le turbine domestiche vengono installate in luoghi e posizioni inadeguate, dando luogo a una bassa resa (5-15%), comunque in generale, a maggiore altezza si ha un maggiore fattore di capacità.
Se un'utenza come una villa o fondo agricolo installa un aerogeneratore da 20 kW (con un costo complessivo tra generatore, torre e allacciamento di circa 40 000-100 000 euro) e questo fornisce un output pari al 20% della potenza nominale avremo un costo effettivo di 40 000-100 000 euro per 4 kW medi di potenza media effettiva (10 000-25 000 euro/kilowatt). Questo costo della potenza media corrisponde a circa 2-10 volte quello del nucleare (Il mini-eolico non beneficia della produzione di massa, inoltre necessita di molta manutenzione, e il costo dell'energia elettrica effettivamente prodotta dall'eolico tende ad essere ancora meno conveniente), ma per un'utenza domestica non industriale potrebbe essere accettabile in quanto consente l'autosufficienza energetica. Con il conto energia si possono ricuperare 5 000-10 000 euro all'anno, se l'apparato viene posizionato in una zona adeguata, su di un pilone molto alto.
Per l'ottimizzazione economica dell'impianto micro o mini-eolico è necessario scegliere un'altezza adeguata dell'asse delle pale (l'ideale va dai 30 ai 100 metri in pianura, ma può essere minore su di un colle). Le zone dove è stata misurata la maggiore costanza di venti economicamente sfruttabili sono la Sardegna, la Sicilia, l'Appennino tosco-emiliano, l'Appennino nella Basilicata e nella zona di confine tra Campania, Calabria, Molise, Puglia. Proprio in Basilicata sono state costruite nel 2016 più centrali di mini-eolici che hanno suscitato anche più di qualche lamentela da parte dei cittadini. Le più importanti sono attualmente quelle costruite nella zona di Vaglio di Basilicata e di Matera.

## Dati sull'energia eolica nel mondo

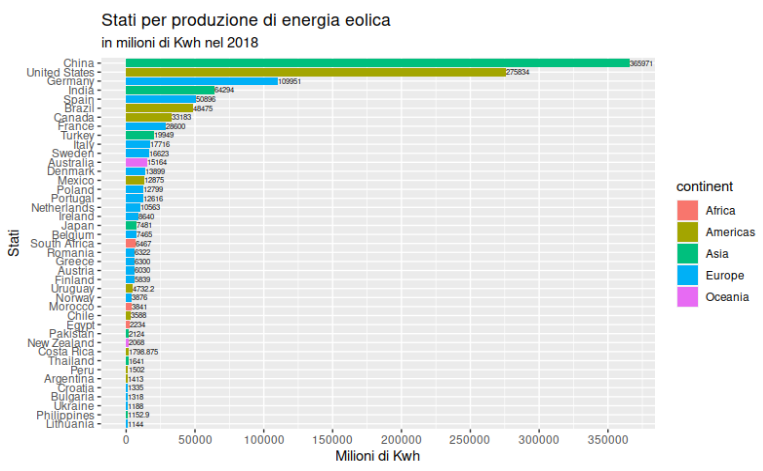
Fonte:http://data.un.org/Data.aspx?d=EDATA&f=cmID%3aEW

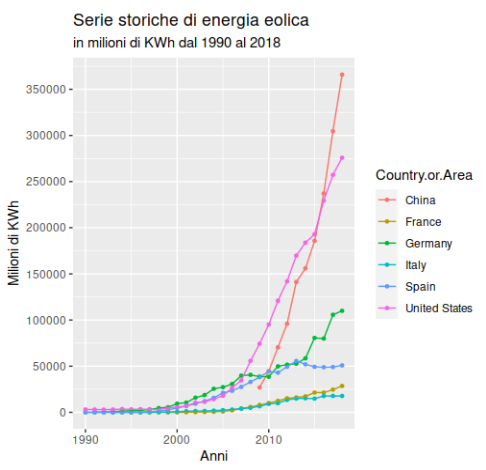
Fonte:http://data.un.org/Data.aspx?d=EDATA&f=cmID%3aEW

### Costi micro-eolico
Sono in corso di sviluppo nuovi sistemi di aerogeneratori "da tetto", di basso costo (500 $) e bassa resa (40 kilowattora al mese) come quello di Chad Maglaque, che non necessita del costoso inverter e che dunque può essere collegato alla rete elettrica domestica, alimentando direttamente altri apparecchi elettrici a basso consumo.